# Kölsch (Sprache)
Kölsch (IPA: [kʰœlʃ], kölsche Aussprache: [kœɫːɕ] hörenⓘ; auch: Kölnisch) ist die nach Sprecherzahl größte Variante des Ripuarischen und des Zentralripuarischen innerhalb des Mittelfränkischen. Es wird in Köln und in Varianten im Umland gesprochen. Anstelle der original Kölner Mundart wird häufig ein abgemilderter rheinischer Regiolekt, als Familienkölsch bekannt, als Umgangssprache benutzt (allerdings mit oft typischem Kölner Tonfall, was von Außenstehenden gelegentlich für „Kölsch“ gehalten wird).
Ripuarisch zählt zusammen mit dem Moselfränkischen und dem Luxemburgischen zum Mittelfränkischen, das sich mit der Benrather Linie (maache-maake-Linie) bei Düsseldorf zum Niederfränkischen abgrenzt. Der Rheinische Fächer zeigt weitere Mundartgrenzen (Isoglossen) auf.
Zum modernen Deutschen und den anderen ripuarischen Mundarten bestehen lexische Bezüge wie auch zum Mittelhochdeutschen, zum Niederdeutschen, Niederländischen, Englischen und Französischen, phonetische zum Limburgischen, zum Mittelhochdeutschen, zum Französischen und Wallonischen, grammatische zum Englischen, zum Pfälzischen und Niederländischen. Obwohl Kölsch in Einzelfällen Varianten in der Lexik zulässt und auch die Aussprache regional und nach sozialen Schichten geringfügig variiert, ist es in seinen meisten Aspekten präzise bestimmt.
Sprachcodes gemäß ISO 639 sind:
- ksh für ISO 639-3 und
- gem für ISO 639-2, da Kölsch dort unter der kollektiven Kennung für die „sonstigen germanischen Sprachen“ gelistet ist.

SIL code
- der 14. Ausgabe des Ethnologue war: KOR,
- seit der 15. Ausgabe ist es: ksh.

Letztere wurde 2007 als ISO 639-3 übernommen.

## Herkunft und Entstehung des Kölschen

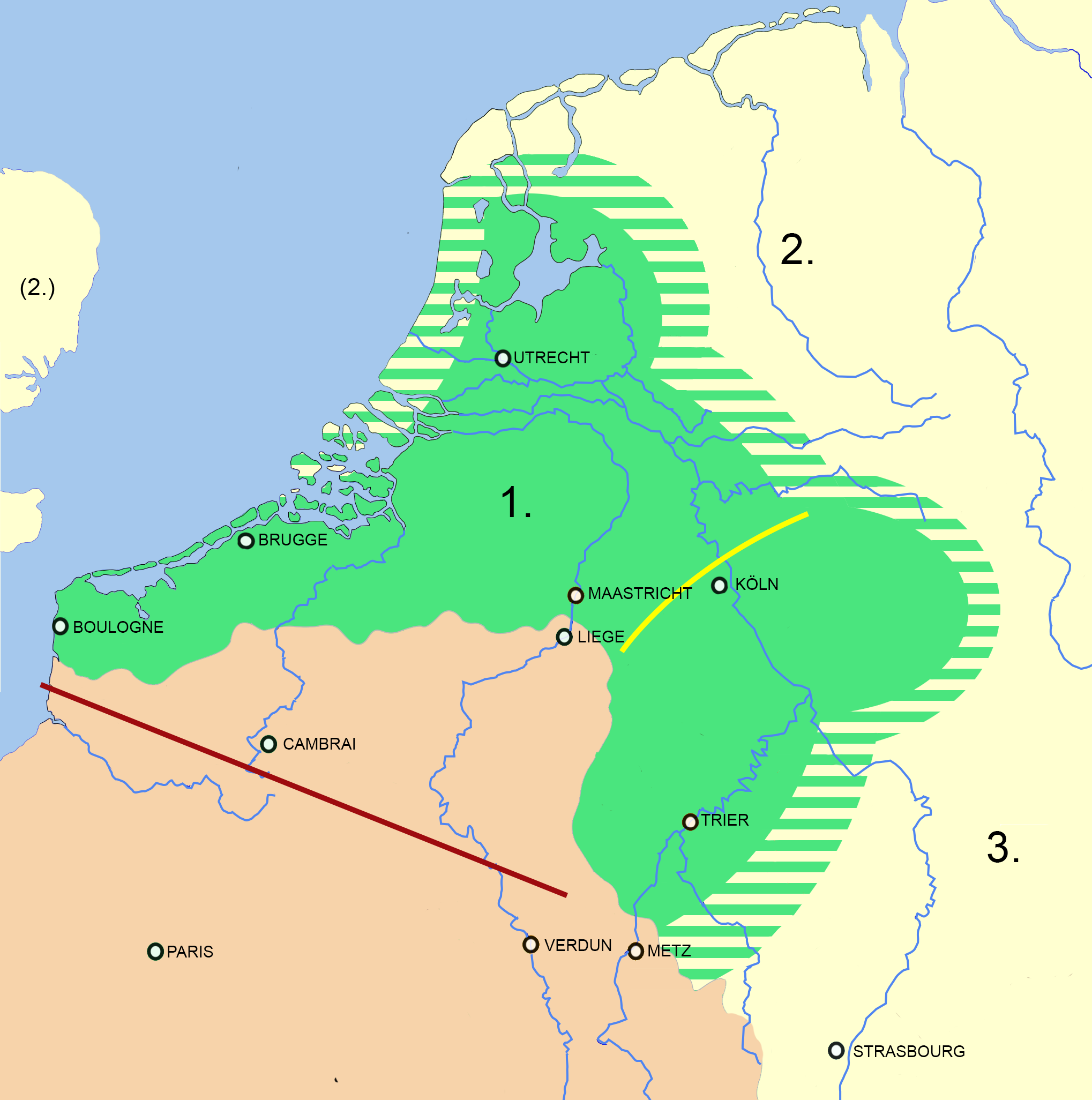
Näherung des altfränkischen Sprachraums der Spätantike, ohne kleinere Sprachinseln in Gallia Belgica.
Legende:
Altfränkische Varietäten (1.)
Nordsee- (2.) und Elbgermanische (3.) Varietäten
Romanische Varietäten
Somme-Aisne-Linie, nördlich davon dominieren germanische Ortsnamen.
Grenze der späteren, aus den elbgermanischen Gebieten verbreiteten, althochdeutschen Lautverschiebung im 7. Jh.

Das römische Köln, 4. Jahrhundert, vor der Eroberung durch die Rheinfranken (Schaubild im Römisch-Germanischen Museum)

Ab dem 3. Jahrhundert drangen fränkische Stämme von der rechten Rheinseite ins Linksrheinische vor und expandierten in die zum Teil von Römern und Galloromanen besiedelten Gebiete. Die Salfranken expandierten dabei über die heutigen Niederlande und Belgien bis in das heutige Frankreich. Die Rheinfranken breiteten sich an der Rheinschiene entlang nach Süden und in die Moselregion aus und machten Köln zu ihrer Residenzstadt (wo sie später Ripuarier genannt wurden). Im 6. Jahrhundert vereinigte der Merowingerkönig Chlodwig I. beide Frankenvölker zu einem Gesamtvolk und gründete das erste Gesamtfränkische Reich. Unter dem Frankenherrscher Dagobert I. wurde im 7. Jahrhundert in Köln eine für die Rheinfranken verbindliche Gesetzessammlung herausgegeben, bekannt als Lex Ripuaria.
Nach fünf Jahrhunderten römischer Stadtgeschichte, über deren Umgangssprachen Überlieferungen fehlen, kam Köln mit der Mitte des 5. Jahrhunderts unter fränkische Herrschaft. Die ansässige lateinsprachige Bevölkerung (Galloromanen und der romanisierte Stamm der Ubier) geriet unter fränkische Oberhoheit und wurde schließlich assimiliert. Allmählich wurde das offizielle Latein durch das germanische Altfränkische verdrängt, jedoch sind auch hier detaillierte Belege des Sprachstands äußerst rar. Sicher ist, dass sich bis zum achten Jahrhundert die sogenannte zweite deutsche Lautverschiebung von Süden kommend und sich dabei abschwächend bis etwa eine Tagesreise nördlich und westlich Kölns ausbreitete.
Erst mit der Zeit der Ottonen dürfte in Köln die Bildung einer eigenen Stadtsprache als Sprache amtlicher und kirchlicher Dokumente und später auch hochstehender Bürger eingesetzt haben, die ab dem 12. und 13. Jahrhundert belegt werden kann. Ab der ersten Hälfte des 16. Jahrhunderts ist dies auch in literarischen Schriften belegt, nachdem bereits 1478/79 von Heinrich Quentell oder Bartholomäus von Unckell die so genannte „niederrheinische“ Kölner Bibel gedruckt worden war.
Grundlage der Sprache ist das damalige Alt- und Mittelhochdeutsche und Niederfränkische in der besonderen ripuarischen Ausprägung des weiträumigen Umlandes, das heute in etwa dem Regierungsbezirk Köln entspricht. Im Mittelalter wurde das entstehende Altkölnische von Süden her so stark durch das entstehende Mittelhochdeutsche beeinflusst, dass man es heute zu den nördlichsten Varianten der hochdeutschen Dialekte zählt. Es blieb aber in ständiger Verbindung mit dem Niederfränkischen im Norden und Westen, zu dem auch das sich bildende Niederländische zählt. Das ist bis heute so geblieben, nur der Einfluss der Hanse mit ihrer niederdeutschen Geschäftssprache ist mit deren Niedergang verschwunden.
Mit dem ausgehenden 16. Jahrhundert wurde in Köln die eigene niederfränkische Schriftsprache aufgegeben und auf die sich entwickelnde neuhochdeutsche Schriftsprache umgestellt; seither gehen die gesprochene und die geschriebene Sprache eigene Wege. Darum ist es naheliegend, ab dem frühen 17. Jahrhundert von einer eigenen Kölner Mundart zu sprechen. Von wenigen Einzelfällen abgesehen ist diese jedoch erst mit dem ausklingenden 18. Jahrhundert auch literarisch zu verfolgen.
Seit dem Anfang des 19. Jahrhunderts wurde Kölsch immer umfangreicher in Poesie und Prosa verwendet, und bis heute bereichern zahlreiche Veröffentlichungen auf und über Kölsch das Bild dieser Sprache. Darüber lassen sich auch die Veränderungen in Wortschatz, Sprechweise und Verwendung belegen, die seitdem stattgefunden haben und die die Lebendigkeit der Sprache bezeugen.

## Stellung des Kölschen in der Gesellschaft

### Allgemeines

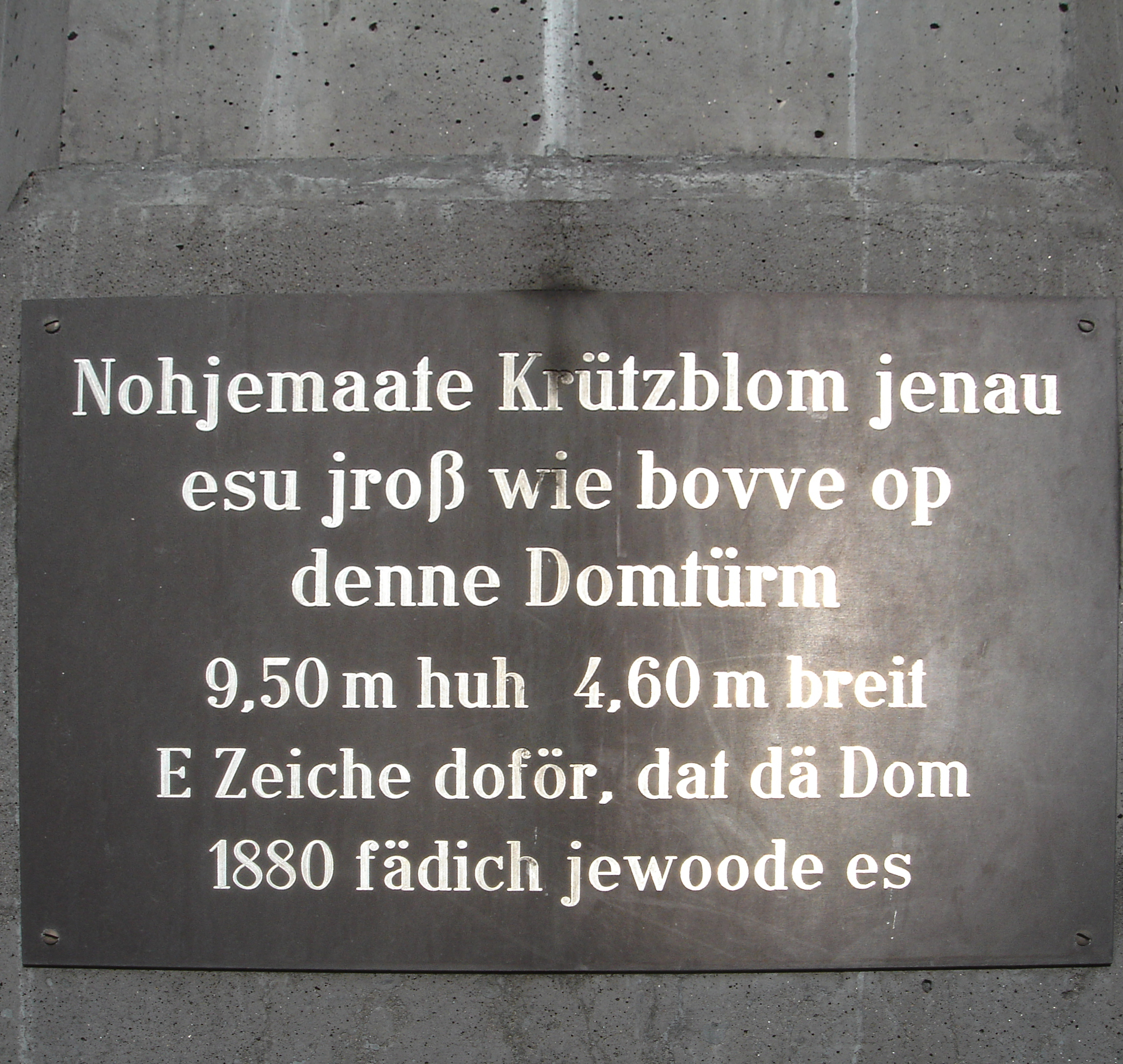
Inschriften auf Kölsch gehören zum Kölner Stadtbild.
----
Hochdeutsch: Nachgemachte Kreuzblume, genauso groß wie oben auf den Domtürmen, 9,50 m hoch 4,60 m breit. Ein Zeichen dafür, dass der Dom 1880 fertig geworden ist.

Das Kölsche diente bis zum 19. Jahrhundert in allen Bevölkerungsschichten Kölns als Umgangssprache. Selbst gerichtliche Plädoyers im Dialekt sind überliefert. In der Oberschicht begann jedoch ab jenem Zeitpunkt die Verdrängung durch das Hochdeutsche, weil das Kölsche als „Arbeiterdialekt“ in Verruf geriet; es erlebte jedoch nach dem Zweiten Weltkrieg eine kurze Renaissance als Identifikationsmerkmal. Fortan kam es zu einem massiven Rückzug des Kölschen, der in vielen Gesellschaftsschichten zu beobachten war, hauptsächlich bedingt durch den Ruf als Sprache der Unterschicht und Kriminellen, lediglich im Kölner Karneval wurde von der Mundart Gebrauch gemacht. Erst durch Bands wie Bläck Fööss oder BAP, die mit kölschen Pop- und Rock-Songs auch überregional bekannt wurden, erholte sich das Kölsche ab den 1970ern von diesen Vorurteilen.
Ähnlich wie Berlinisch hat sich Kölsch als Stadtdialekt fest etabliert und wird von vielen Kölnern noch beherrscht, auch wenn sich in den letzten Jahrzehnten eine Abschleifung hin zum Hochdeutschen bemerkbar gemacht hat und nur noch wenige junge Menschen die Sprache erlernen. „Tiefes Kölsch“, also der unverfälschte Dialekt, wird heute nur noch von relativ wenigen, zumeist älteren Kölnern gesprochen, die in der Kindheit ihren Wortschatz noch ohne Einfluss moderner Kommunikationsmedien bilden konnten.
Das Engagement, mit dem der Kölner Dialekt von seinen Sprechern gepflegt und stets neu in Erinnerung gerufen wird, lässt sich an vielen Beispielen darstellen: Selbst Überschriften in Boulevardzeitungen, Todesanzeigen, Werbeslogans und öffentliche Inschriften sind häufig auf Kölsch gehalten. Hinzu kommt ein lebendiges Brauchtum, insbesondere der Kölner Karneval. Köln verfügt mit Theatern (Volkstheater Millowitsch, Hänneschen-Theater, Kumede, Bühnenspielgemeinschaft Cäcilia Wolkenburg im Kölner Männer-Gesang-Verein), einer dichten Szene an Karnevals- und sonstigen mundartlichen Musikgruppen (bis hin zum sogenannten Kölschrock) und einer stattlichen Anzahl Kölner Volksdichter über ein reichhaltiges, kölsch geprägtes Kulturangebot.
Dies wurde unter anderem zum Anlass genommen, mit der Akademie för uns kölsche Sproch eine stiftungsgetragene Institution zu schaffen, die Erhalt und Pflege des Kölschen als Zweck verfolgt. Unter anderem wird dort versucht, den kölschen Wortschatz und die Grammatik zu kodifizieren, und Regeln für die Schriftsprache vorgeschlagen. Es gibt zwar eine Reihe von Wörterbüchern, aber bis auf das Kölsche Wörterbuch – welches von der Akademie herausgegeben wurde und Vorschläge für Schreibregeln enthält, sowie zu jedem Worteintrag eine Ausspracheangabe nach einem etwas modifizierten IPA enthält – verfügt keines über eine geregelte Orthographie.
Der sprachwissenschaftliche Ansatz wird allerdings immer wieder durch den Umstand konterkariert, dass gerade die Kulturschaffenden Kölsch auf eigene Initiative vertexten und es so schreiben, wie sie meinen, dass es der Aussprache entspricht. Da oft theoretisch mehrere Möglichkeiten bestehen, beispielsweise eets/ehts/eez/ehz, hörenⓘ für [eːʦ] (erst, zuerst), und sich oft Nicht-Muttersprachler am Kölschen versuchen (vergleiche dazu verstecke statt versteche, hörenⓘ oder Butz statt Botz, hörenⓘ), weil das geschlossene, aber zugleich kurze o nicht vom u unterschieden wird, führt das zu einer großen Varietät an Schreibweisen.
Am 29. September 2024 wurde in Köln erstmals der Tag der kölschen Sprache („Daach der kölschen Sproch“) ausgerichtet – mit umfangreichem Veranstaltungsprogramm und großem Publikumszuspruch. Die Initiatoren Günter „Bömmel“ Lückerath (Bläck-Fööss-Gründungsmitglied), Wolfgang Oelsner (Pädagoge und Brauchtumsspezialist) und Bernhard Conin (Vorsitzender der Freunde und Förderer des Kölnischen Brauchtums e. V.) wollen auf diese Weise den Dialekt würdigen, lebendig halten und in Bereichen, in denen sie ihn gefährdet sehen, wieder zum Leben erwecken. Der Aktionstag soll künftig jährlich ausgerichtet werden.

### Kölsche Literatur und Musik
Als Beispiel für kölsche Heimatdichter werden viele Kölner zuerst Willi Ostermann angeben, der mit Oden, Liedern und Gedichten an seine Heimatstadt ein reiches mundartliches Erbe hinterlassen hat. Ähnlich bekannt und beliebt ist auch die Familie Millowitsch, die im 19. Jahrhundert ein Puppentheater führte, aus dem sich das Millowitsch-Theater entwickelt hatte. Der ehemalige Leiter Peter Millowitsch schreibt, wie früher schon seine Tante Lucy Millowitsch, eigene mundartliche und regionalsprachliche Theaterstücke. Seit 1802 existiert auch das Hänneschen-Theater, ein Puppentheater, in dem nur Stücke auf Kölsch aufgeführt werden, ebenso wie in der Kumede, einem beliebten Laientheater.
Bekannte Mundartautoren wie Peter Fröhlich, Matthias Joseph de Noël, Wilhelm Koch, Peter Berchem, Lis Böhle, Goswin Peter Gath, Wilhelm Schneider-Clauß, Peter Kintgen, Johannes Theodor Kuhlemann, Suitbert Heimbach, Wilhelm Räderscheidt, Laurenz Kiesgen oder Volker Gröbe haben schon früh das Kölsche als Schriftsprache gefördert.
Durch den Karneval hat sich im Kölner Raum das Liedgut selbstständig entwickelt; einige Bands, die unter anderem durch den Karneval bekannt wurden, sind neben den Bläck Fööss zum Beispiel Brings, Höhner, Räuber, Paveier und Kasalla. Songs wie beispielsweise Viva Colonia von den Höhnern finden auch außerhalb Kölns großen Anklang. Daneben hat sich auch die auf Kölsch gehaltene, karnevalistische Büttenrede als volksnahe Kunstform etabliert. Nicht mit dem Karneval in Verbindung stehend, jedoch ebenfalls weitgehend auf Kölsch gehalten sind die Songs der Band BAP.

### Kölsche Insider
Köln als überregionales Handelszentrum zwischen Mittelrhein und Niederrhein mit Stapelrecht stand immer im Austausch mit jedwedem fahrenden Volk. Ähnlich dem Rotwelschen bestand auch bei Kölner Händlern, Wirten, und Bürgern immer wieder Bedarf an einer Kommunikation, die nicht unbedingt von jedem vollständig verstanden wurde. Hilfreich war das auch unter französischer und preußischer Herrschaft.

### Regionale Bedeutung
Die komplizierte Vielfalt der Dialektvarianten im rheinischen Fächer sorgt für eine beachtliche Zahl unterschiedlicher Lokalsprachen. Deren alternde Sprecher, die noch mit dem Dialekt ihres Dorfes als Umgangssprache aufgewachsen sind, werden weniger, die Bewohner mittleren Alters sind oft zugezogen und haben ihren Dialekt mitgebracht, sei es Ostpreußisch oder der des Nachbarortes, oder eben Kölsch. Spätestens seit den 1960er Jahren lässt sich eine permanente Stadtflucht weit ins Umland beobachten, bei der zwar nicht unbedingt viele der besonders urtümlichen Kölschen, wohl aber kölschsprachlich beeinflusste Deutsch- oder Regiolektsprecher Anteile des Kölschen weitertragen und so die Ortsdialekte bedrängen.

## Sprachliche Merkmale

### Phonetik und Phonologie
Zur Verdeutlichung der Aussprache soll hier die Umschrift verwendet werden, die die Buchstaben des Alphabets verwendet. Einige Gesetzmäßigkeiten im Vergleich zum heutigen Hochdeutschen können für das Kölsche grob angegeben werden:

#### Vokale
Die in kursiver Schrift gehaltenen Zeichen treten lediglich vereinzelt als Aussprachevariante im Kölschen auf.
|                  | Vorne      | Vorne    | Vorne    | Vorne      | Zentralisiert vorne | Zentralisiert vorne | Zentralisiert vorne | Zentralisiert vorne | Zentral    | Zentral  | Zentral  | Zentral    | Zentralisiert hinten | Zentralisiert hinten | Zentralisiert hinten | Zentralisiert hinten | Hinten     | Hinten   | Hinten   | Hinten |
| ungerundet       | ungerundet | gerundet | gerundet | ungerundet | ungerundet          | gerundet            | gerundet            | ungerundet          | ungerundet | gerundet | gerundet | ungerundet | ungerundet           | gerundet             | gerundet             | ungerundet           | ungerundet | gerundet | gerundet |        |
| kurz             | lang       | kurz     | lang     | kurz       | lang                | kurz                | lang                | kurz                | lang       | kurz     | lang     | kurz       | lang                 | kurz                 | lang                 | kurz                 | lang       | kurz     | lang     |        |
| ---------------- | ---------- | -------- | -------- | ---------- | ------------------- | ------------------- | ------------------- | ------------------- | ---------- | -------- | -------- | ---------- | -------------------- | -------------------- | -------------------- | -------------------- | ---------- | -------- | -------- | ------ |
| Geschlossen      | i          | iː       |          | yː         |                     |                     |                     |                     |            |          |          |            |                      |                      |                      |                      |            |          | u        | uː     |
| Fast geschlossen |            |          |          |            | ɪ                   |                     | ʏ                   |                     |            |          |          |            |                      |                      | ʊ                    |                      |            |          |          |        |
| Halbgeschlossen  | e          | eː       | ø        | øː         |                     |                     |                     |                     |            |          |          |            |                      |                      |                      |                      |            |          | o        | oː     |
| Mittel           |            |          |          |            |                     |                     |                     |                     | ə          |          |          |            |                      |                      |                      |                      |            |          |          |        |
| Halboffen        | ɛ          | ɛː       | œ        | œː         |                     |                     |                     |                     |            |          |          |            |                      |                      |                      |                      |            |          | ɔ        | ɔː     |
| Fast offen       |            |          |          |            |                     |                     |                     |                     | ɐ          |          |          |            |                      |                      |                      |                      |            |          |          |        |
| Offen            |            |          |          |            |                     |                     |                     |                     | a          | aː       |          |            |                      |                      |                      |                      |            |          |          |        |

| Kölnisch            | *Altkölnisch       | *Altfränkisch         | *Urgermanisch              | Althochdeutsch        | Mittelhochdeutsch  | Neuhochdeutsch     |
| ------------------- | ------------------ | --------------------- | -------------------------- | --------------------- | ------------------ | ------------------ |
| Ass [ʔas]           | ast [ʔɑstʰ]        | ast [ʔɑst]            | astaz [ˈɑs.tɑz]            | ast [ʔɑs̠t]            | ast [ʔäɕtʰ]        | Ast [ʔastʰ]        |
| Aasch [ʔaːʃ]        | ars [ʔɑrɕ]         | ars [ʔɑrs]            | arsaz [ˈɑr.sɑz]            | ars [ʔɑrs̠]            | ars [ʔärɕ]         | Arsch [ʔaɐ̯ʃʷ]      |
| Engk [ʔɛŋkʰ]        | ende [ʔɛn.də]      | endi [ʔen.di]         | andijaz [ˈɑn.di.jaz]       | endi [ʔen.di]         | ende [ʔɛn.də]      | Ende [ʔɛn.də]      |
| Ääd [ʔɛːtʰ]         | erde [ʔɛr.də]      | erđa [ʔer.ðɑ]         | erþō [ˈer.θɔː]             | erda [ʔer.dɑ]         | erde [ʔɛr.də]      | Erde [ʔɛɐ̯.də]      |
| Destel [ˈdes.tʰəl]  | distel [ˈdɪɕ.tʰəl] | đistil [ˈðis.til]     | þistilaz [ˈθis.ti.lɑz]     | distil [ˈdis̠.til]     | distel [ˈdɪɕ.tʰəl] | Distel [ˈdɪs.tʰəl] |
| Leed [leːtʰ]        | liet [liə̯tʰ]       | lioþ [lio̯θ]           | leuþą [ˈleu̯.θɑ̃]            | liot [lio̯t]           | liet [liə̯tʰ]       | Lied [liːtʰ]       |
| Rhing [ʁɪŋ]         | Rīn [riːn]         | Rīn [riːn]            | Rīnaz [ˈriː.nɑz]           | Rīn [riːn]            | Rīn [riːn]         | Rhein [ʁaɪ̯n]       |
| mi [mi]             | mīn [miːn]         | mīn [miːn]            | mīnaz [ˈmiː.nɑz]           | mīn [miːn]            | mīn [miːn]         | mein [maɪ̯n]        |
| Wiev [viːf]         | wīf [viːf]         | wīf [wiːf]            | wībą [ˈwiː.βɑ̃]             | wīp [wiːp]            | wīp [viːpʰ]        | Weib [vaɪ̯pʰ]       |
| Donner [dɔ.nɐ]      | doner [dɔ.nər]     | đonar [ðo.nɑr]        | þunraz [ˈθun.rɑz]          | donar [ˈdo.nɑr]       | doner [ˈdɔ.nər]    | Donner [ˈdɔ.nɐ]    |
| Ovend [ˈʔɔː.vəntʰ]  | āvent [ˈʔɑː.vəntʰ] | āvanþ [ˈʔɑː.vɑnθ]     | ēbanþs [ˈɛː.βɑnθs]         | ābant [ˈʔɑː.bɑnt]     | ābent [ˈʔäː.bəntʰ] | Abend [ˈʔaː.bəntʰ] |
| Höll [hœl]          | helle [ˈhɛl.lə]    | hellja [ˈhel.lʲɑ]     | haljō [ˈxɑl.jɔː]           | hella [ˈhel.lɑ]       | helle [ˈhɛl.lə]    | Hölle [ˈhœ.lə]     |
| Rödsel [ˈʁœː.ʦəɫ]   | rætsel [ˈrɛː.ʦəl]  | rādisli [ˈrɑː.dis.li] | rēdisliją [ˈrɛː.ðis.li.jɑ̃] | rātisli [ˈrɑː.tis̠.li] | rætsel [ˈrɛː.ʦəl]  | Rätsel [ˈʁɛː.ʦəl]  |
| Loss [ɫos]          | lust [lʊɕtʰ]       | lust [lust]           | lustuz [ˈlus.tuz]          | lust [lus̠t]           | lust [lʊɕtʰ]       | Lust [lʊstʰ]       |
| Boch [boːχ]         | buoch [buə̯x]       | buok [buo̯k]           | bōks [bɔːks]               | buoch [buo̯χ]          | buoch [buə̯x]       | Buch [buːχ]        |
| Bösch [bøʃ]         | busch [bʊɕ]        | busk [busk]           | buskaz [bus.kɑz]           | busk [bus̠k]           | busch [bʊʃʷ]       | Busch [bʊʃʷ]       |
| Zögel [ˈʦøː.jəɫ]    | züjel [ˈʦʏ.jəl]    | tugil [ˈtu.ɣil]       | tugilaz [ˈtu.ɣi.lɑz]       | zugil [ˈʦu.gil]       | zügel [ˈʦʏ.gəl]    | Zügel [ˈʦyː.gəl]   |
| Hungk [hʊŋkʰ]       | hunt [hʊntʰ]       | hunt [hunt]           | hundaz [ˈxun.dɑz]          | hunt [hunt]           | hunt [hʊntʰ]       | Hund [hʊntʰ]       |
| Kuletsch [kuletʃ] 1 | –                  | –                     | –                          | –                     | –                  | –                  |
| Brud [bʁuːtʰ]       | brōt [broːtʰ]      | brōt [broːt]          | braudą [ˈbrɑu̯.ðɑ̃]          | brōt [broːt]          | brōt [broːtʰ]      | Brot [bʁoːtʰ]      |
| Lück [ˈlʏkʰ]        | liude [ˈlyːdə]     | liudi [ˈliu̯.di]       | liudīz [ˈliu̯.ðiːz]         | liuti [ˈliu̯.ti]       | liute [ˈlyː.tʰə]   | Leute [ˈlɔʏ̯.tʰə]   |
| Ühm [ʔyːm]          | ōm [ʔoːm]          | ōheim [ˈoː.hei̯m]      | awahaimaz [ˈɑ.wɑ.xɑi̯.mɑz]  | ōheim [ˈoː.hei̯m]      | ōheim [ˈʔoː.hɛɪ̯m]  | Oheim [ˈʔoː.haɪ̯m]  |

Im Unterschied zu den meisten mitteldeutschen und den ostoberdeutschen Varianten hat das Kölsche die neuhochdeutsche Diphthongierung der mittelhochdeutschen Langvokale ī,ū,iu [yː] nicht vollzogen, oder die Diphthonge werden anders gesprochen.
| Mittelhochdeutsch | Kölsch           | Neuhochdeutsch     | |
| ----------------- | ---------------- | ------------------ | --- |
| Īs [ʔiːs]         | Ies [iːs]        | Eis [ʔaɪ̯s]         | In typischen Fällen werden Einzelvokale im Kölschen nicht zu Diphthongen „ei“, „au“, „eu“ umgeformt. |
| vīren [viːrən]    | fiere [ˈfiˑʁə]   | feiern [ˈfaɪ̯ɐn]    | In typischen Fällen werden Einzelvokale im Kölschen nicht zu Diphthongen „ei“, „au“, „eu“ umgeformt. |
| hūs [huːs]        | Huus [huːs]      | Haus [haʊ̯s]        | In typischen Fällen werden Einzelvokale im Kölschen nicht zu Diphthongen „ei“, „au“, „eu“ umgeformt. |
| ūs [ʔuːs]         | us [ʔʊs]         | aus [ʔaʊ̯s]         | In typischen Fällen werden Einzelvokale im Kölschen nicht zu Diphthongen „ei“, „au“, „eu“ umgeformt. |
| hiute [hyːtʰə]    | hück [hʏkʰ]      | heute [hɔʏ̯tʰə]     | In typischen Fällen werden Einzelvokale im Kölschen nicht zu Diphthongen „ei“, „au“, „eu“ umgeformt. |
| liute [lyːtʰə]    | Lück [lʏkʰ]      | Leute [ˈlɔʏ̯tʰə]    | In typischen Fällen werden Einzelvokale im Kölschen nicht zu Diphthongen „ei“, „au“, „eu“ umgeformt. |
| wīn [viːn]        | Wing [vɪŋˑ]      | Wein [vaɪ̯n]        | „-ein“ (< mhd. „-īn“) erscheint dabei im Kölschen oft als „-ing“                                     |
| Rīn [riːn]        | Rhing [ʁɪŋ]      | Rhein [ʁaɪ̯n]       | „-ein“ (< mhd. „-īn“) erscheint dabei im Kölschen oft als „-ing“                                     |
| mīn [miːn]        | ming [mɪŋˑ]      | mein [maɪ̯n]        | „-ein“ (< mhd. „-īn“) erscheint dabei im Kölschen oft als „-ing“                                     |
| bou               | Bau [bɔʊ̯ː]       | Bau [baʊ̯]          | Tritt ein Diphthong im Kölschen auf, wird er zumeist anders gesprochen.                              |
| troumen           | dräume [ˈdʁœʏmə] | träumen [ˈtʁɔɪ̯mən] | Tritt ein Diphthong im Kölschen auf, wird er zumeist anders gesprochen.                              |
| drī               | drei [dreɪ]      | drei [draɪ̯]        | Tritt ein Diphthong im Kölschen auf, wird er zumeist anders gesprochen.                              |

In sehr seltenen Fällen werden Doppellaute – meist im Auslaut – wie im Hochdeutschen ausgesprochen: Schabau [äˈbäʊ̯].
Es gibt auf der anderen Seite aber auch Diphthongierung im Kölschen, das heißt, dass ein einzelner Vokal des deutschen Wortes im Kölschen als Diphthong auftritt, z. B. nhd. Ruhe [ˈʁuːə] zu kölsch Rauh [ʁɔʊ̯ˑ], neuhochdeutsch Schnee [ʃneː] zu ksh. Schnei [ʃnɛɪˑ], nhd. Soße/Sauce [ˈzoːsə] zu ksh. Zauß [ʦaʊ̯s], nhd. flöten [ˈfløː.tʰən] zu ksh. fleute [ˈflœʏ̯.tʰə], nhd. spritzen [ˈʃʷpʁɪ.ʦən] zu ksh. spreuze [ˈʃpʁœʏ̯.ʦə], nhd. Spucke [ˈʃʷpʊ.kʰə] zu ksh. Späu [ʃpœʏ̯]. Meist handelt es sich dabei um für das Kölsche typische mittel- und niederfränkische Vokalkombinationen (vgl. niederländisch fluiten) oder aber um Lehnwörter (vgl. französisch sauce).
Die „Lautfärbung“ im Vergleich zum Standarddeutschen wechselt mitunter, beispielsweise vom u [ʊ] zum geschlossenen, kurzen o [o] (Lust > Loss), vom a [ɑː] zum offenen, langen o [ɔː] (Schlaf > Schlof), oder vom langen, geschlossenen e [eː] zum überlangen, offenen ä [ɛː] (Weg > Wäch).
Als Faustregel kann gelten, dass diese gleich oder sehr ähnlich in den meisten anderen ripuarischen Sprachen vorliegen.
Die Vokale o, ö, e haben eine besondere Stellung. Gibt es im Hoch- und Niederdeutschen nur zwei Varianten, ein o auszusprechen, nämlich halbgeschlossen und lang [oː] (Boot, schonen) oder halboffen und kurz [ɔ] (Sommer, noch), so gibt es im Kölschen zusätzlich die jeweils anderen beiden Kombinationen: halbgeschlossen und kurz [o] (Botz = Hose, Fott = Gesäß) sowie offen und lang [ɔː] (Zoot = Sorte, Krom = Kram). Ebenso existieren beim ö die vier Varianten: lang und halbgeschlossen [øː] (Bötche = Bötchen), lang und halboffen [œː] (Wöbsche = Weste, Wams), kurz und geschlossen [ø] (kötte = betteln, öm = um), kurz und offen [œ] (Kött = Frack). Auch bei e gibt es neben der langen deutschen Variante [eː] (Besen, Weg) die kurze halbgeschlossene Alternative [e] (Kess = Kiste, nemme = nehmen); dazu das im Niederländischen und Hochdeutschen vorkommende Schwa [ə], das im Kölschen jedoch gelegentlich zugunsten der Satzmelodie und Betonung verschwindet oder auftaucht (Schwar(re)m = Schwarm, (e)su = so, (e)ne = ein).
Das kurze, halboffene [ɛ], e, des Deutschen (Fett, Pelle) unterscheidet sich lautlich im Kölschen nicht vom ä, was in der Schreibung selten berücksichtigt wird.
Die Länge der Vokale schwankt. Manche kurzen Vokale aus dem Deutschen sind im Kölschen lang: machen ([mäχn̩])zu maache ([mäːχə]), Dach ([däχ]) zu Daach ([däːχ]). Umgekehrt sind manche lange Vokale des Deutschen im Kölschen kurz: geben ([geːbm̩]) zu gevve ([jɛvə]), Töne zu Tön. Manchmal ist die Länge gleich: Apfel ([äp͡fl̩]) zu Appel ([äpʰəɫ]), Pfahl ([pʰɔːɫ]) zu Pohl. Zu beachten ist, dass das Kölsche wie andere ripuarische Sprachen neben zwei seltenen Sonderfällen über drei Vokallängen verfügt, im Gegensatz zu nur zwei im Deutschen. In dem Satz „En Wesp mäht sich op der Wäch“ (Eine Wespe macht sich auf den Weg) verdoppelt sich die Dauer des nachfolgenden „ä“-Lautes jeweils ungefähr gegenüber dem vorhergehenden „ä“.
Im Gegensatz zu den meisten Vokalfärbungen weichen die ripuarischen Sprachen hinsichtlich der Vokallängen stärker voneinander ab, insbesondere die mehr niederfränkisch beeinflussten westlichen unterscheiden sich gravierend vom Kölschen. Weitere Vokaleigenschaften sind weiter unten gegen Ende des Abschnitts zum Sprachverlauf beschrieben.

#### Konsonanten
| Konsonanten des Kölschen | bilabial | labio- dental | alveolar | post- alveolar | alveolopalatal | veolopalatal | palatal | velar | glottal | uvular |
| Nasale                   | m        |               | n        |                |                |              |         | ŋ     |         |        |
| Plosive                  | p b      |               | t d      |                |                |              |         | k g   | (ʔ)     |        |
| Affrikaten               |          |               | t͡s       | t͡ʃ d͡ʒ          |                |              |         |       |         |        |
| Frikative                |          | f v           | s z      | ʃ ʒ ʃʲ         | ɕ              | ɧ            |         | x ɣ   | h       | ʁ      |
| Approximanten            |          |               |          |                |                |              | j       |       |         |        |
| Laterale                 |          |               | l ɫ      |                |                |              |         |       |         |        |
| Vibranten                |          |               |          |                |                |              |         |       |         | ʀ      |

| Regel | Kölnisch         | *Urgermanisch              | Neuhochdeutsch     | Regel |
| --- | ---------------- | -------------------------- | ------------------ | --- |
| Altfränkisch [ p ] > Dialektfränkisch [ f(ː) ] | schlofe [ʃlɔːfə] | slēpaną [slɛːpɑnɑ̃]         | schlafen [ʃlaːfən] | Urgermanisch [ p ] > Althochdeutsch [ f(ː) ]                                                                   |
| Altfränkisch [ t ] > Dialektalfränkisch [ s(ː) ] | Wasser [vɑsɐ]    | watōr [wɑtɔːr]             | Wasser [vasɐ]      | Urgermanisch [ t ] > Althochdeutsch [ s(ː) ]                                                                   |
| Altfränkisch [ k ] > Dialektfränkisch [ x(ː) ] | maache [maːχə]   | makōną [mɑkɔːnɑ̃]           | machen [maχən]     | Urgermanisch [ k ] > Althochdeutsch [ x(ː) ]                                                                   |
| Altfränkisch [ p ] > Dialektfränkisch [ pʰ ] | Padd [pɑt]       | paþaz [pɑːθɑːz]            | Pfad [p͡faːtʰ]      | Urgermanisch [ p ] > Althochdeutsch [ pf ]                                                                     |
| Altfränkisch [ t ] > Dialektfränkisch [ ʦ ] | zo [ʦo]          | tō [tʰɔ]                   | zu [ʦu]            | Urgermanisch [ tʰ ] > Althochdeutsch [ ʦ ]                                                                     |
| Altfränkisch [ ð ] > Dialektfränkisch [ d ] | do [do]          | þū [θuː]                   | Du [du]            | Frühalthochdeutsch [ θ ] > Althochdeutsch [ d ]                                                                |
| Dialektfränkisch [ skʰ ] > Altkölnisch [ ɕ ] | Fesch [fɛɕ]      | fiskaz [fɪskaːz]           | Fisch [fɪʃ]        | Althochdeutsch [ skʰ ] > Mittelhochdeutsch [ ʃ ]                                                               |
| Dialektfränkisch [ ɣ ] > Altkölnisch [ j ] | Gold [joɫt]      | gulþą [ɣulθɑ̃]              | Gold [gɔltʰ]       | Urgermanisch [ ɣ ] > Althochdeutsch [ g ]                                                                      |
| Dialektfränkisch [ (ɛ-, œ-, e-, ø-, i-, ɪ-, ʏ-, y-)x ] > Altkölnisch [ (ɛ-, œ-, e-, ø-, i-, ɪ-, ʏ-, y-)ɕ ] | ich [ɪɕ]         | ik [ik]                    | ich [ɪç]           | Althochdeutsch [ (ɛ-, œ-, e-, ø-, i-, ɪ-, ʏ-, y-)x ] > Mittelhochdeutsch [ (ɛ-, œ-, e-, ø-, i-, ɪ-, ʏ-, y-)ç ] |
| Altkölnisch [ l ] > Kölsch [ ɫ ] | Salz [zɑːɫts]    | saltą [saltɑ̃]              | Salz [zalʦ]        | % |
| Altkölnisch [ n ] > Kölsch [ ŋ ] | ming [mɪŋ]       | mīnaz [miːnaːz]            | mein [main]        | % |
| Altkölnisch [ ʁ ] > Kölsche Elision des [ r ] | Gaade [jɑːdə]    | gardô [ɣɑrdɔ]              | Garten [gaʁtʰən]   | Neuhochdeutsch [ r ] (mehrheitlich) > Neuhochdeutsch (20. Jahrhundert) [ ʁ ] (mehrheitlich)                    |
| Fremdsprache [ s- ] > Kölnisch [ ʦ- ] | Zauß [ʦauːs]     | sauce [soːs] (französisch) | Sauce [zoːsə]      | Fremdsprache [ s- ] > Neuhochdeutsch [ z- ]                                                                    |
| Legende: ganz/teilweise gefärbte Zeilen = Zweite Lautverschiebung (Phasen 1–4) und eine weitere Lautverschiebung: blau = Phase 1 (Frikativierung); gelb = Phase 2 (Aspiration, Affrizierung); grün = Phase 4 (= Plosivierung); rot = Phase 5 (Palatalisierung) |                  |                            |                    | |

Besonders im Auslaut ist das l (wie in die „Aal“ – die „Alte“) dunkel gefärbt (Fachausdrücke: „Uvularisierung“, bzw. velarisiert, ähnlich dem Englischen l in „well“).
Das „ich“-ch scheint für ungeübte Ohren zu sch zu werden: isch, wischtisch, Bööscher.
Tatsächlich aber handelt es sich beim kölschen „Ich-Laut“ um eine deutlich unterscheidbare Variante des sch, die bei gleicher Artikulationsstelle mit entrundeten Lippen gesprochen wird, ebenso wie das englische Pendant. Es handelt sich also für Nicht-Kölner um Allophone, während es sich für den Kölner um zwei unterschiedliche Phoneme zu handeln scheint. Die häufiger zu beobachtende Tatsache, dass Kölner im Hochdeutschen statt eines „sch“ ein „ch“ sprechen („Tich“ statt „Tisch“, „Fich“ statt „Fisch“ usw.), ist jedoch kein Ausdruck des Unterschieds zwischen kölschem Ich-Laut und hochdeutschem „sch“, sondern eher als Hyperkorrektismus zu werten und wird als „rheinische sch-Phobie“ bezeichnet. Verstärkt oder provoziert wird/wurde dieser vermutlich durch angrenzende Dialekte (Bönnsch, Südbergisch, teilweise Siegerländisch), die im Vergleich zum Hochdeutschen eine Umlautung hin zum „ich“-ch haben.
Wenn auch der klare phonetische Unterschied für die Wortunterscheidung (Pech – Pesch) praktisch keine Rolle spielt, sollte er sich um der Erkennbarkeit der Wörter willen und aus etymologischen Gründen auch im Schriftbild wiederfinden. Eine scheinbar lautgerechte Schreibweise mit sch stört den Lesefluss empfindlich. Für diesen Laut ist kein spezielles Zeichen in der IPA-Lautschrift festgelegt. Nach den IPA-Empfehlungen von 1949 hätte sich „£“ angeboten. In neueren Veröffentlichungen findet man [⁠ɕ⁠] (Unicode: U+0255), den stimmlosen alveolopalatalen Frikativ, und den stimmlosen velopalatalen Frikativ [⁠ɧ⁠] (Unicode: U+0267)
Anlautendes g wird immer wie j als palatales [j] gesprochen: nhd. Gold zu ksh. Gold [joɫt], so auch vor Konsonanten: nhd. Glück zu ksh. Glöck [jløk], nhd. Gruß zu ksh. Groß [jʁoːs], ebenso am Silbenanfang nach hellen Vokalen sowie l und r: nhd. fliegen zu ksh. fleege [ˈfleː.jə], nhd. Morgen zu ksh. Morge [ˈmɔɐ̯.jə], nhd. Galgen zu ksh. Galge [ˈjɑɫˑ.jə]. Nach dunklen Vokalen wird es in der Regel als velares [ɣ] ausgesprochen: nhd. Magen zu Mage [ˈmɑː.ɣə].
Auslautendes g wird nach dunklen Vokalen als [χ], nach hellen Vokalen als [ɕ] gesprochen: nhd. Zug zu ksh. Zog [ʦoːχ], nhd. Schlag zu ksh. Schlag [ʃɫɑːχ]; nhd. ewig zu ksh. iwig [ˈʔiː.vɪɕ].
Intervokalisches oder auslautendes b des Hochdeutschen ist in der Regel beim altfränkischen [v] bzw. [f] geblieben: nhd. geben zu ksh. gevve [ˈje.və], nhd. Scheibe [ˈʃʷäɪ̯.bə] zu ksh. Schiev [ʃiːf], nhd. bleibt zu ksh. bliev [bɫiːf], nhd. ab zu ksh. av [ʔɑf], nhd. ob zu ksh. ov [ʔof].
Das stimmhafte [d] wurde nicht wie beim Hochdeutschen regelmäßig zum stimmlosen [t] verschoben: nhd. Tisch zu ksh. Desch [deɕ], nhd. tun zu ksh. don [don], nhd. Traum zu ksh. Droum [dʁɔʊ̯m].
Anlautendes [s] wurde bei Fremdwörtern mit einem stimmlosen [s] im Anlaut regelmäßig zur Affrikate [ʦ]: nhd. Suppe zu ksh. Zupp [ʦʊpʰ], nhd. Soße zu Zauß [ʦɑʊ̯s], nhd. sortieren zu ksh. zoteere [ʦɔ.ˈteː.ʁə].
Ein intervokalisches ss wird auch nach kurzem Vokal überwiegend stimmhaft gesprochen (vgl. deutsch: Fussel, Dussel): nhd. lesen zu ksh. lese [ˈlɛ.zə], nhd. Restchen zu ksh. Nüsel [ˈnʏ.zəl], nhd. Konsole zu ksh. Possument [pɔ.zʊ.ˈmɛntʰ], „(sich) darstellen, mit Bedacht platzieren“ zu ksh. possumenteeere usw.
Ein -eit(-) oder -eid(-) im heutigen Deutsch entspricht im Kölschen sehr oft -igg: nhd. schneiden zu ksh. schnigge, läuten zu ksh. lügge, nhd. weit zu ksh. wigg, nhd. Zeit zu ksh. Zigg. Kann man das Wort nicht erweitern, wird es am Wortende zu ck, nhd. Leute zu ksh. Lück. (vgl. wigg, wigger oder Zigg, Zigge)
Dieses Palatalisierung genannte Phänomen trifft man auch in andern Wörtern wie nhd. Wein zu ksh. Wing, nhd. braun zu ksh. brung, nhd. Ende zu ksh. Engk usw.
Das pf ist im Kölschen nie entstanden, stattdessen wird meist das sprachgeschichtlich ältere plosive [p] gesprochen: nhd. Pferd zu ksh. Pääd [pɛːt], nhd. Pfeife zu ksh. Pief, nhd. Schnupfen zu ksh. Schnups oder Schnuppe. Dies ist einer der Bereiche, in dem das Kölsch, wie alle ripuarischen Sprachen, dem Niederfränkischen bis heute näher geblieben ist als dem sich entwickelnden Hochdeutschen. Allerdings gibt es auch einige Fälle, in denen das Kölsche nicht beim Niederfränkischen p blieb, ohne dem Deutschen zum pf zu folgen; in der Summe dieser Fälle geht es weiter, als alle andern ripuarischen Sprachen; Beispiele dafür sind Kupfer > Koffer [ˈko.fɐ], nhd. Pflanze zu ksh. Flanz (auch Planz), nhd. pfuschen zu ksh. fuutele usw.
Tritt im Deutschen ein r vor anderen Konsonanten auf, wird im Kölschen der vorhergehende Vokal meist verlängert und das r fällt weg: nhd. Garten zu ksh. Gaade [ˈjɑː.də], nhd. Karte zu ksh. Kaat, nhd. gern zu ksh. gään [jɛːn], nhd. Durst zu ksh. Doosch. Im Regiolekt wird das r mitunter als [χ] gesprochen (Gachten, Kachte, Duchst).
Einige Konsonanten-Aggregationen, insbesondere bei Fremdwörtern, werden ins Kölsche nicht übernommen und durch mit der ripuarischen Satzmelodie verträglichere ersetzt: Porzellan > Posteling [pɔs.tə.ˈlɪŋ], dabei sind sowohl Elisionen, als auch Metathesen, und, wie im Beispiel, Kombinationen davon zu beobachten.
Liquide, wie l, m, n, ng, sowie s, ß, sch, v, seltener j, werden im Kölschen oft wesentlich länger gesprochen als im Hoch- und Niederländischen. Diese Gemination ist einerseits den Satzmelodien geschuldet, anderseits hin und wieder auch ein prosodisches Stilmittel, das für Betonungen und gegebenenfalls den Transport von kleinen Bedeutungsvarianten in Wortgruppen benutzt wird. Eine häufig zu beobachtende rhythmische Eigenschaft der Sprache ist, dass kurzen Vokalen vielfach eher lange Konsonanten folgen, während die Konsonanten nach Vokalen mittlerer Länge kürzer ausfallen, so dass für etliche Silben in Folge die jeweilige Silbenlänge nahezu identisch bleibt. Darüber hinaus können kurze Silben oft im Verhältnis 1:2 kürzer ausfallen als die übrigen und tauchen gern gruppiert auf, was die Kölsche Sprache gut singbar erscheinen lässt (vergleiche etwa den Refrain des Liedes „Viva Colonia“ der Höhner).
Auffällig ist für die ripuarischen Mundarten und somit auch für das Kölsch, dass die stimmlosen Plosivlaute p, t und k wie im benachbarten Niederländischen oder in den romanischen Sprachen im Gegensatz zur deutschen Standardlautung ohne Aspiration gesprochen werden.
Die stimmlosen Plosivkonsonanten des Kölschen werden bei der Verlagerung in die Wortmitte, bei Verlängerung und (im Gegensatz zum Deutschen, jedoch ähnlich der französischen Liaison) ebenfalls bei vielen Wortübergängen nach stimmhaft umgelautet. Typisch sind die Übergänge [t] > [d], [k] > [g], [p] > [b], (stimmloses) sch > sch (stimmhaft), [ɕ] > [ʒ], seltener [f] > [v]. Beispiele: nhd. Akkordeon zu ksh. „die Quetsch und der Quetschebüggel“ (mit stimmhaftem sch!), einer sagt: „ich gehe“ zu ksh. „ich gonn“, ein anderer will nicht mit: „ich aber nicht“ zu ksh. „ich ävver nit“ (mit stimmhaftem ch und wie ein Wort klingend), oder: „es gelingt ihm (nicht)“ zu ksh. „dä pack dat“, „dä pack et nit“ (mit stimmhaftem [g]). Die jeweilige Sprach- oder Satzmelodie hat einen bestimmenden Einfluss auf das Fehlen oder Vorkommen solcher wortübergreifenden Anpassungen.

Sehr ähnlich der französischen Variante der Liaison tauchen getilgte Konsonanten zwischen solchermaßen verbundenen Worten manchmal wieder auf: Oben im Schrank = Bovve, em Schaaf; jedoch: „Oben in den Schrank hineinlegen“ zu ksh. „Bovve(n) en der Schaaf läge“; „Sie finden dort…“ zu ksh. „Ehr fingt do…“, „dort finden Sie…“ zu ksh. „do fingt Ehr…“ (mit stimmhaftem [d]). Gelegentlich werden auch kurze Epenthesen zwischen Worten der Liaison eingeschoben, einzeln gesprochen, also betont: „die Alte“ = „de Aal“, im Satzfluss jedoch: „Die Alte war es nicht.“ zu ksh. „Die Aal wor et nit.“ [diːjɑːɫ vɔːʁət nɪt] – sofern die Betonung weder auf „die“ noch auf „Aal“ liegt.

##### Unverschobene Formen
Das Kölsche weist eine Handvoll Wörter auf, welche die für den ripuarischen Sprachraum geltenden Lautverschiebungen nicht vollzogen haben. Einige der unten aufgeführten Beispiele sind jedoch im Aussterben begriffen, oder werden seit mehreren Jahrhunderten nicht mehr benutzt:
| Lautwandlung                                     | Kölsch                                           | Standarddeutsch |
| ------------------------------------------------ | ------------------------------------------------ | --------------- |
| Altfränkisch [ k ] > Dialektfränkisch [ x(ː) ]   | Bokweis                                          | Buchzweizen     |
|                                                  | Sök/söke                                         | Suche/suchen    |
| Altfränkisch [ p ] > Dialektfränkisch [ f(ː) ]   | Hölp/helpe                                       | Hilfe/helfen    |
|                                                  | Schepper (heute ausschließlich Scheffer)         | Schiffer        |
| Altfränkisch [ t ] > Dialektfränkisch [ ʦ ]      | setten/jesatt (heute ausschließlich satz/jesatz) | setzten/gesetzt |
| Altfränkisch [ t ] > Dialektalfränkisch [ s(ː) ] | Schottel                                         | Schüssel        |

## Grammatik

### Artikel

#### Bestimmte Artikel
| Singular  | Maskulinum | Femininum | Neutrum | Plural |
| --------- | ---------- | --------- | ------- | ------ |
| Nominativ | der/d'r    | de        | et      | de     |
| Genitiv*  | vum        | vun der   | vum     | vun de |
| Dativ     | dem        | der       | dem     | de     |
| Akkusativ | der/d'r    | de        | et      | de     |

| Singular  | Maskulinum | Femininum | Neutrum | Plural |
| --------- | ---------- | --------- | ------- | ------ |
| Nominativ | dä         | die       | dat     | die    |
| Genitiv*  | vun däm    | vun dä    | vun däm | vun dä |
| Dativ     | däm        | dä        | däm     | dä     |
| Akkusativ | dä         | die       | dat     | die    |

Im Gegensatz zum Deutschen hat das Kölsche zwei Ausprägungen der bestimmten Artikel. Diese werden unterschiedlich verwendet.
* Hier der „Von-Dativ“ als Ersatzform für den besitzanzeigenden Genitiv

##### Unbetonte Form
Die unbetonte Form wird verwendet, wenn das jeweilige Substantiv nicht besonders betont oder hervorgehoben werden soll. Dies tritt u. a. in folgenden Situationen auf:
- Wenn im Allgemeinen gesprochen wird: Der / D'r Minsch kann all, wat hä well. (Der Mensch kann alles, was er will.)
- Wenn das Substantiv einmalig ist: De Ääd es rund. (Die Erde ist rund.)
- Bei Eigennamen: Der / D'r Jupp wonnt en Kalk. (Josef wohnt in Kalk.)

Im Kölschen werden Eigennamen immer mit dem Artikel genannt, was sich auch in den hochdeutschen Sprachgebrauch vieler Kölner übertragen hat. Weibliche Vornamen tragen immer den Artikel im Neutrum:
Et Züff es om Nüümaat. ( Sophia ist auf dem Neumarkt.)

##### Betonte Form
Die betonte Form gleicht in vielen Fällen einem Demonstrativpronomen, da er vor allem bei der Betonung von Substantiven verwendet wird:
Dä Mann hät die Frau bestolle. (Der Mann hat die Frau bestohlen.)
Sie wird auch benutzt, wenn auf einen bestimmten unter mehreren möglichen oder einen bereits bekannten Gegenstand Bezug genommen wird:
Es et dat Enkelche? (Ist es dieses Enkelchen?)
Hier oben spricht man über einen bestimmten Enkel der Person. Wenn der betonte Artikel in dem Beispiel umgekehrt benutzt wird (Es dat et Enkelche?), wird nicht nach einem bestimmten, sondern einem beliebigen Enkel gefragt.

#### Unbestimmter Artikel
| Singular  | Maskulinum | Femininum | Neutrum  |
| --------- | ---------- | --------- | -------- |
| Nominativ | ene        | en        | e        |
| Genitiv   | vun enem   | vun ener  | vun enem |
| Dativ     | enem       | ener      | enem     |
| Akkusativ | ene        | en        | e        |

Der unbestimmte Artikel hat hier die gleiche Verwendung wie im Deutschen. In der gesprochenen Sprache wird das „e“ am Anfang oft getilgt.

### Genus
Das Genus entspricht in vielen Fällen dem des Deutschen, es existieren jedoch einige Ausnahmen, die allerdings aufgrund des hochdeutschen Einflusses immer mehr verschwinden. Hier eine Auswahl:
| Kölsch    | Hochdeutsch |
| --------- | ----------- |
| De Aap    | Der Affe    |
| De Baach  | Der Bach    |
| Et Backe  | Die Backe   |
| Der Brell | Die Brille  |
| De Fluh   | Der Floh    |
| De Muul   | Das Maul    |
| De Rav    | Der Rabe    |
| Et Schlot | Der Salat   |
| De Schuur | Der Schauer |
| De Spann  | Der Spann   |
| Et Speck  | Der Speck   |

Das kann sehr weit gehen: De Aap sorgt dafür, dass ein Mann dieses Spitznamens selbstverständlich mit dem weiblichen Artikel belegt wird, auch wenn sein Geschlecht im Übrigen männlich bleibt (Constructio ad sensum): „Die Aap hät singe Schwejevatte verkammesöhlt“ (nicht: „ihre Schwejevatte“). Jüngere Wortneuschöpfungen haben manchmal kein klares Wortgeschlecht: der Auto, de Auto. „Et Auto“ wurde erst allmählich in den 1960er und 1970er Jahren aus dem Standardhochdeutschen übernommen. Wie schon oben erwähnt, tragen weibliche Vornamen den Artikel im Neutrum. Je nach Artikel kann den Wörtern ein Bedeutungsunterschied zukommen, wie bei der Kall (Gerede) und de Kall (Rinne).

### Substantive
| Genus | Kasus     | Singular     | Plural        |
| ----- | --------- | ------------ | ------------- |
| m.    | Nominativ | der Mann     | de Männer     |
| m.    | Genitiv   | vum Mann     | vun de Männer |
| m.    | Dativ     | dem Mann     | de Männer     |
| m.    | Akkusativ | der Mann     | de Männer     |
|       |           |              |               |
| f.    | Nominativ | de Frau      | de Fraue      |
| f.    | Genitiv   | vun der Frau | vun de Fraue  |
| f.    | Dativ     | der Frau     | de Fraue      |
| f.    | Akkusativ | de Frau      | de Fraue      |
|       |           |              |               |
| n.    | Nominativ | et Huus      | de Hüser      |
| n.    | Genitiv   | vum Huus     | vun de Hüser  |
| n.    | Dativ     | dem Huus     | de Hüser      |
| n.    | Akkusativ | et Huus      | de Hüser      |

Das Kölsche ist geprägt von Vereinfachungen im Vergleich zur Grammatik des (historischen) Hochdeutschen. Es gibt drei Kasus; der Genitiv existiert nur in einigen Wendungen wie Modderjoddes (Mutter Gottes). Die Verben und Wendungen mit einem Genitivobjekt haben im Kölschen fast immer ein Dativobjekt:
Trotz dem Rähn (Trotz des Regens). Der Genitiv als Besitzanzeige wird mit der Präposition vun + dem Dativ gebildet: Dä Kopp vum (vun dem) Tring (Katharinas Kopf).
Der Einfachheit halber wurde dieser Genitiv in den Tabellen ergänzt. Diese nach Bastian Sick auch als „Vonitiv“ (Kofferwort aus „von“ und „Genitiv“) bezeichnete Form wird manchmal auch im Hochdeutschen verwendet.
Es existiert eine weitere Möglichkeit, den Besitz einer Person anzuzeigen, nämlich mithilfe des Possessivpronomens: Mingem Broder si Huus. (wörtl.: „Meinem Bruder sein Haus“). Diese Konstruktion existiert im Hochdeutschen nicht. Auch fällt auf, dass im Gegensatz zum Deutschen den Wörtern in den verschiedenen Fällen keine zusätzlichen Buchstaben angehängt werden. Nominativ und Akkusativ sind sogar in allen Genera identisch.
Die Pluralbildung erfolgt am häufigsten durch -e: das Pferd, die Pferde > dat Pääd, di Pääde; oder -(e)re: Das Ding, die Dinger > dat Ding, die Dinge/Dingere; seltener durch -te: der junge Mann, die jungen Männer > dä Poosch, di Pooschte; noch seltener durch -(ch/t/k)(e)r: die Gruppe/Leute, die Gruppen von Leuten > di Lück, di Lückcher; oder -(e)n: die Tür/das Tor, die Türen/Tore: di Pooz, de Poozen, der Schuh/die Schuhe: dä Schoh, di Schohn (geschlossenes o); bei Lehn- und Fremdworten auch wie im Original mit -s: der Code, die Codes > dä Kood, di Koodß; oder unregelmäßig und durch Umlautung: der Pfahl, die Pfähle > dä Pohl, di Pöhl (offenes ö); der Sarg, die Särge > dä Sarrsch, di Särrsch; durchaus auch ohne Entsprechung im Deutschen, wie: der Hund, die Hunde > dä Hongk, di Höngk (geschlossenes o und ö).
Auch identische Formen für Ein- und Mehrzahl sind anzutreffen: der Kuchen, die Kuchen > dä Koche, die Koche (langes geschlossenes o mit Schärfung), der Hund, die Hunde > dä Möpp, die Möpp(e), der Schein, die Scheine > dä Sching, die Sching; sowie gelegentlich Kombinationen der Umlautung mit dem Anfügen von Endungen, das Scheit, die Scheite > dat Holz, di Hölzer (gutturalisiertes, geschlossenes o/ö).
Verkleinerungsformen sind häufig anzutreffen und werden im Singular mit -che oder -je gebildet, je nach vorangehendem Laut: Wägelchen > Wäjelche, Tässchen > Täßje. Im Plural wird ein r angehängt:  mehrere Vögelchen > Füjjelcher.
Eigennamen, vor allem Familiennamen, bilden einen dem alten deutschen Genitiv ähnliche adjektivische Sonderform: die Katharina Pütz > et Pötze Kätt; Familie Schmitz > de Schmitzens; die Kinder der Familie oder Sippschaft Lückerath > de Lükerohts Pänz; die Familie Fahls mit Freunden und Verwandten > dat Fahlses Schmölzje. Auch bei Spitznamen und sozialen Rollenbezeichnungen: Müllers Aap; de Fuzzbroojschs Mamm.
Bei Orts- und Landschaftsnamen bildet das Deutsche eine undeklinierte adjektivähnliche Form, die mit -er endet. Die kennt das Kölsche auch, allerdings mit etwas komplizierteren Bildungsregeln und weniger Anwendungsfällen: Deutzer Bahnhof > Düxer Baanhoff, Göttinger Universität > Jöttinger Uni und nicht *Göttingener; jedoch: Olper Straße > Olpener Strohß; Eifeler Straße, Eifeler Bauer > Eejfelstrohß, Eejfelbuur; Bonner Münster > et bönnsche Mönster, aber: Bonner Straße > Bonner Strohß (mit geschlossenem o). Von den deutschen Regeln abweichend gebildete Straßennamen sind in hochdeutscher Schreibung und Lautung vielfach die offiziellen, vom Rat beschlossenen Namen im Stadtgebiet.
Der Infinitiv endet bei vielen kölschen Verben auf -e: setze (setzen). Es sind aber auch Verben mit der Endung -n zu finden: sinn (sein), stonn (stehen).

### Verben

#### Konjugation

##### Präsens
Wie im Deutschen gibt es im Kölschen regelmäßige und unregelmäßige Verben. Die regelmäßigen lassen sich in zwei Gruppen einteilen. Die erste Gruppe sind die Verben, deren Wortstämme auf -r, -l, -n, oder einem Vokal enden. Diese werden folgendermaßen konjugiert:
| Person                       | Pronomen | Verb    |
| ---------------------------- | -------- | ------- |
| 1. Pers. Sg.                 | ich      | spille  |
| 2. Pers. Sg.                 | do       | spills  |
| 3. Pers. Sg.                 | hä/se/et | spillt  |
| 1. Pers. Pl.                 | mer      | spille  |
| 2. Pers. Pl.                 | ehr      | spillt  |
| 3. Pers. Pl.                 | se       | spille  |
| Höflichkeitsform Sg. und Pl. | Ehr      | spillt  |
| Imperativ Sg.                |          | spill!  |
| Imperativ Pl.                |          | spillt! |

Die zweite Gruppe sind alle anderen regelmäßigen Verben. Diese sind identisch mit der ersten, jedoch fehlt bei denen bei der 3. Person Singular das -t. Bsp.: Hä käch. Allerdings gibt es, je nach Endung des Wortstammes, auch Ausnahmen:
- -dd: Wegfall eines d in der 2. Pers. Pl.: ehr tredt statt eht treddt
- -t: Beibehaltung des Wortstammes in der 2. Pers. Pl.: ehr kaat statt ehr kaatt.
- -cht: Wegfall des t in der 2. und 3. Pers. Sg.: do bichs, hä bich statt do bichts, hä bicht.
- Kurzvokal + st: Umwandlung des t zu einem s in der 2. und 3. Pers. Sg.: do koss, hä koss statt do kosts, hä kost.
- Langvokal + st: Wegfall des t im Stamm in der 2. und 3. Pers. Sg.: do taas, hä taas statt do tassts, hä taast.
- -ft: Umwandlung des t in ein f in der 2. und 3. Pers. Sg.: do döffs, hä döff statt do döfts, hä döft.
- -ng: Anhängen eines k in der 3. Pers. Sg.: hä drängk statt hä dräng.
- -m: Anhängen eines p in der 3. Pers. Sg.: hä küümp statt hä küüm.
- -ß/-s/-z: Beibehaltung des Wortstammes in der 2. Pers. Sg.: do kros statt do kross.

##### Präteritum
Das Präteritum oder Imperfekt wird im mündlichen Sprachgebrauch außer bei Hilfsverben oft durch das Perfekt ersetzt. Allerdings gibt es auch im Kölschen eine Möglichkeit, dieses zu bilden:
| Person                       | Pronomen | Verb     |
| ---------------------------- | -------- | -------- |
| 1. Pers. Sg.                 | ich      | spillte  |
| 2. Pers. Sg.                 | do       | spilltes |
| 3. Pers. Sg.                 | hä/se/et | spillte  |
| 1. Pers. Pl.                 | mer      | spillte  |
| 2. Pers. Pl.                 | ehr      | spilltet |
| 3. Pers. Pl.                 | se       | spillte  |
| Höflichkeitsform Sg. und Pl. | Ehr      | spilltet |

Wie im Deutschen sind im Kölschen auch unregelmäßige Verben anzutreffen, deren Stammvokale sich bei der Bildung ins Imperfekt ändern.

##### Perfekt und Plusquamperfekt
Im Kölschen ist das Perfekt sehr häufig anzutreffen, da im Sprachgebrauch das Präteritum oft vermieden wird. Es wird mittels des Partizips gebildet und des entsprechenden Hilfsverbs (sin bzw. han). Im Perfekt wird die Präsensform des Hilfsverbs gewählt, beim Plusquamperfekt nimmt man das Präteritum
| Person                       | Pronomen | Verb (mit Hilfsverb han) | Verb (mit Hilfsverb sin) |
| ---------------------------- | -------- | ------------------------ | ------------------------ |
| 1. Pers. Sg.                 | ich      | han (hatt) jespilt       | ben (wor) jerannt        |
| 2. Pers. Sg.                 | do       | häs (hatts) jespillt     | bes (wors) jerannt       |
| 3. Pers. Sg.                 | hä/se/et | hät (hatt) jespillt      | es (wor) jerannt         |
| 1. Pers. Pl.                 | mer      | han (hatte) jespillt     | sin (wore) jerannt       |
| 2. Pers. Pl.                 | ehr      | hat (hatt) jespillt      | sid (wort) jerannt       |
| 3. Pers. Pl.                 | se       | han (hatte) jespillt     | sin (wore) jerannt       |
| Höflichkeitsform Sg. und Pl. | Ehr      | hat (hatt) jespillt      | sid (wort) jerannt       |

### Sonstiges
Personalpronomen und personenbezogene oder demonstrativbenutzte Artikel reduzieren sich auf die männliche und die sächliche Form: die Kleine > dat Klein; Darf sie das? > Darf et dat? / Darf dat dat? Es sei denn, man spricht von einer Person, die man siezt: Frau Schmitz > die Schmitz; Kommt sie auch? > Kütt se och? / Kütt die och? Ähnlich dem Niederländischen ist für das Kölsche dabei die Verwendung des Demonstrativpronomens als betonte Personalform typisch: Kütt d'r Schäng? – Ich denk, hä kütt. / Ävver klor kütt dä! Gesiezt wird in der Ihr-Form: Wat maat Ühr/Ehr esu? > Wie läufts bei Ihnen?
Eine Besonderheit ist ein im Hochdeutschen unbekannter Reflexiv, der zur Verdeutlichung bestimmter Tätigkeiten verwendet werden kann: Er hatte ein Brötchen gegessen. > Dä hat sijj e Brüdche jejesse. Bei bestimmten Handlungen ist er unvermeidbar: Sie betet gerade. > Et es sijj am Bedde. Er ist vorwiegend anzutreffen, wenn der „Nutznießer“ oder „Genießer“ einer Aktivität die handelnde Person ist und keine Interaktion mit weiteren Personen stattfindet.
Eine weitere Besonderheit ist das Pronomen er, das wie im Niederländischen für eine unbestimmte Anzahl von etwas bestimmtem, vorher Genannten steht. Eine Antwort auf die Frage, wie viel Kinder man habe, könnte lauten: „Ech hann_er kein“ < Ich habe keine, niederländisch: „Ik heb er geen“. Als Eselsbrücke kann hier ein antiquiertes Deutsch herhalten: „Ich habe ihrer keine.“
Dieser Form ähnlich ist die höfliche Aufforderung, die den direkten Imperativ umgeht: Bitte reichen Sie mir doch einmal das Buch herüber. > Doht mer dorr_ens dat Booch erövver jävve. Anstelle von „Bitte“ sagt der Kölsche lieber „Sei(en Sie) so gut“ < „Bes/sidd_esu joot“, was je nach Situation eine Aufforderung einleitet oder ihr angehängt wird. Es hat einen starken Unterton der Dankbarkeit, unter anderem mit „Ehr sidd_esu joot för mesch.“ > „Sie sind ja so gut zu mir!“ kann man auch seinen Dank abstatten.
Auch gibt es im Kölschen das Vergleichswort „als“ nicht; stattdessen wird „wie“ benutzt (Besser wie nix statt Besser als nichts).
Das Kölsche kennt das Gerundium, die sogenannte Rheinische Verlaufsform. Er schläft gerade. > Hä es am Schlofe. Sie wird für andauernde Zustände verwendet, die änderbar sind oder von begrenzter Dauer. Für fortlaufende Handlungen oder Zustände wird die zweite Verlaufsform tun mit Infinitiv verwendet: Er kocht gerne. > Hä deit jään koche. Sie beschreibt Andauerndes meist grundsätzlicherer Bedeutung, mit dessen Änderung nicht, oder wenigstens nicht so bald, gerechnet wird.
Neben den für das Niederfränkische und Hochdeutsche vor allem üblichen Substantivformen von Verben, wie: laache > dat Laache (Lachen) oder: blende (blenden) > de Blendung kennt das Kölsche eine weitere, die im Deutschen bei weitem nicht in dem Umfang vorkommt. Aus spöle (spülen) wird dä Spöl (das Spülgut und die Aufgabe des Spülens), aus wöhle (wühlen) wird dä Wöhl (Wühlerei, Durcheinander), aus hanteere (hantieren, handhaben) wird dä Hanteer (das Hantieren), aus brölle (brüllen, schreien, rufen) wird dä Bröll (Ruf, (Ge/Auf)schrei, Brüllen, Brüllerei), aus klaafe (reden) wird dä Klaaf (Unterhaltung) und so weiter. Nicht alle Verben bilden diese Form, aber ungefähr alle für konkrete menschliche Tätigkeiten und Verrichtungen, die ohne Vorsilben auskommen.
Zu beachten ist, dass so abgeleitete Wörter immer endungslos und maskulin sind. Also dä Brand (Brand), de Fahrt (Fahrt) und de Pavei (Straßenpflaster) passen nicht, aber dä Pavei (Pflasterarbeit(en)), von paveie (pflastern), entspricht diesem Bildungsgesetz. Es ist auch im Niederfränkischen und Niederländischen stark verbreitet.

## Sprachverlauf
Endungen (-e, -n, -t) werden meist getilgt: Woche > Woch, Mädchen > Mädche, Macht > Maach, macht > maat, Markt > Maat.
Das Ineinandergreifen von Wörtern, die wie bei der französischen Liaison zusammengezogen werden, kommt häufig vor, zum Beispiel: „Rüüm der Desch av“ („Räum den Tisch ab“), wobei das -sch stimmhaft wird (wie in Journal) und in den Anfangsvokal hinein fließt, wenn die Betonung in diesem Satz auf dem „Tisch“ liegt. Dieser Sandhi wird in der Regel beim Schreiben nicht berücksichtigt. Der bekannte Satz aus dem so genannten „Rheinischen Grundgesetz“ „Et es, wie et es“ (Es ist, wie es ist) verweicht das -t fast zu -d, so dass die Liaison besser funktioniert (etwa: „eddés, wie-eddés“, alternative Schreibweise: ed_eß wi_ed_eß). Wie im Französischen können Wortanteile in der Liaison fortfallen oder abgeändert werden: beispielsweise hört man „lommer“, „sommer“, das entspricht „loss mer“, „solle mer?“ (Lass uns … Sollen wir?), gelegentlich geschrieben als „lo'mer“, „so'mer“.
Insbesondere beim Schnellsprechen können ganze Silben zu einem fast unhörbaren Laut verschmelzen oder ganz verschwinden: ein „Krißenit!“ für „[Dat] Kriss De nit!“ (Das bekommst Du nicht!) benötigt weniger Zeit, als das entfallene „Dat“, die beiden i-Laute sind extrem kurz, das e fast nicht hörbar. Allerdings fallen in der kölschen Liaison nicht nur Buchstaben oder Silbenteile fort, es können auch Phoneme hinzukommen, was in aller Regel beim Schreiben nicht berücksichtigt wird. Beispielsweise wird „Di es wi enne Ässel“ (Sie ist wie ein Esel) etwa gesprochen wie: „Diijéß wijenne Ässel“ (das ss ist stimmhaft!)
Um den Wortfluss zu vereinfachen, wird einem Wort manchmal ein e vorangestellt oder eingefügt: so > (e)su, hinauf > (e)rop, herunter/herab > (e)runger/(e)runder/(e)raff, Milch > Mill(e)sch, fünf, elf, zwölf > fön(ne)f, el(le)f, zwöl(le)f.
Anders als in vielen anderen Sprachen (beispielsweise im Japanischen, Italienischen, Französischen und Spanischen) hat das jedoch nichts damit zu tun, dass es etwa als schwierig empfunden würde, Worte ohne diesen Anlaut auszusprechen. Im Gegenteil, es ist eine vielfach dem Sprecher überlassene Option.
Gelegentlich kann die Bedeutung eines Wortes von der Betonung im Satz abhängen: „Dat hät dä (e)su jesaat“ > „Das hat er ausdrücklich/wörtlich gesagt“, dagegen „Dat hät dä (e)su jesaat“ > „Das hat er (wohl) so dahergeplappert“. Diese „weichen“ Epenthesen dienen gelegentlich dazu, Rhythmus bzw. Melodie von Worten und Satztypen einander anzupassen, sind mindestens ebenso oft reine Stilmittel.
Liquide, wie l, n, ng und seltener m, r, nach nicht-langem Vokal werden im Kölschen oft wie Vokale gedehnt gesprochen. Das ist jedoch wenig durchgehend der Fall und hat praktisch keinen Einfluss auf die Wortbedeutung. Sehr wohl werden damit jedoch das Sprechregister und mögliche Nebenbedeutungen eines Satzes oder Satzteils bestimmt. Zum Beispiel wird in dem Wort „Pampa“ (Pampa) das m im Kölschen nach einem kurzen a immer relativ lang gesprochen.
In dem Satz „Do soll dä doch en de Pampa jon“ (da mag er doch in die Pampa gehen / verschwinden) – ohne besondere Hervorhebung gesprochen – wird man eine relativ sachliche Mitteilung hören, hebt der Sprecher jedoch beim „de“ die Lautstärke etwas und bei „Pampa“ noch ein wenig mehr, gleichzeitig beim a in „Pampa“ die Tonhöhe und verlängert die Länge des m in Pampa merklich, und spricht die zweite Satzhälfte etwas gepresst, so wird daraus eine wütend-verächtliche Hinwegweisung hoher Emotionalität, die das in der regionalen Umgangssprache verankerte „verpiss dich!“ deutlich übertrifft.
Die Sprachmelodie ist ausgeprägter als beim Standarddeutschen. Bei Fragen wird zum Beispiel die vorletzte Silbe weiter in der Tonlage herab gezogen, während die letzte Silbe sehr viel höher geht, bevor sie wieder etwas abfällt. Wesentlich mehr als im Hochdeutschen werden Modalitäten und Nuancen der Bedeutung (bis hin zum Gegenteil!) über veränderte Betonung, zusätzliche Vokaldehnungen und Wechsel der Stimmlage transportiert. Dazu kommt die sogenannte Schärfung. Dieses Intonationsphänomen teilt das Kölsche mit mehreren anderen „West-Sprachen“ wie Eifeler Platt, Luxemburgisch, Südniederrheinisch und Limburgisch. (Letzteres in den Niederlanden, Belgien und im Selfkant). Die Schärfung ist eine besondere Art der Vokalbetonung: Der Stimmton sackt dabei sehr schnell ab, mitunter so stark, dass er für einen Sekundenbruchteil unhörbar wird. Ohne Schärfung geht der Stimmton nur andeutungsweise nach unten und kehrt sofort wieder nach oben zurück. Die Schärfung ist hin und wieder sogar bedeutungsunterscheidend: „schlääch“ (schlääch) ohne Schärfung bedeutet „schlecht“, „Schläg“ (schläähch) mit Schärfung bedeutet „Schläge“. Auf einen kurzen Vokal folgende Liquide (l,m,n,ng,r) werden vielfach in den Tonverlauf der Schärfung einbezogen und bilden somit eine Art tonalen Diphthong, etwa in „Jeld“ (Geld) und „Jold“ (Gold), „Hungk“ (Hund), „Orjel“ (geschlossenes O) (Orgel) usw.
Die Überlagerung von Wortmelodie und Satzmelodie verleiht dem Kölschen seinen typischen „Singsang“.

## Varianten

### Stadtkölsch
Das heutige Kölsche ist historisch aus einer andauernden Vermischung und Überlagerung unterschiedlicher Sprachströmungen entstanden, sicher ist das eine Ursache für seinen Formenreichtum. Kölns zweitausendjährige Position als Handelsmetropole, die Öffnung zum damaligen Umland und Eingemeindungen der letzten zweihundert Jahre haben unterschiedliche Sprachen zusammengebracht, die zum Teil heute noch nachwirken, so dass Formen nebeneinander existieren, benutzt und verstanden werden, ohne noch einer bestimmten Herkunft innerhalb des jetzigen Stadtgebietes zugeordnet zu werden, wiewohl das in Einzelfällen möglich ist. So kann man treppab als „de Trebb_eraf“ „de Trepp (e)runder“ „de Trepp (e)runger“ gehen und mit „de Trap (e)rop“ wie „de Trebb_erop“ wieder nach oben steigen und „Ming Auto, Ding Auto“ genauso gut wie „mi Auto, di Auto“ sagen (mein Auto, Dein Auto) und ebenso „blich, Blich, bliche“ wie „bleich, Bleich, bleiche“ für deutsch bleich, Bleiche, bleichen. Man beachte, dass trotz der gleichen Schreibung bei zweien im zweiten Fall, die Aussprache der kölschen Wörter so erheblich von der der deutschen Wörter abweicht, dass sie von einem Unkundigen kaum einander zuzuordnen sind.
Auf jeden Fall entwickelt sich die kölsche Lexik auf das Hochdeutsche zu und legt alte Stämme und Formen ab. So kennzeichnet etwa Adam Wrede, der einen Sprachstand von um 1870 bis um 1950 gesammelt hat, einen nicht unerheblichen Teil der in seinem Wörterbuch erfassten Wörter als veraltend oder veraltet. Es ist wahrscheinlich, dass zugleich Anteile der Grammatik verschwinden, darauf deutet zumindest ein Vergleich hin zwischen den von Fritz Hönig 1877 und 1905 angeführten 435 verschiedenen Konjugationen mit der Grammatik von Christa Bhatt und Alice Herrwegen aus dem Jahr 2005, die 212 Konjugationen verzeichnet.

### Landkölsch
Die landkölschen Dialekte des unmittelbaren Umlandes machen eine ähnliche Entwicklung langsamer durch und befinden sich daher in einem früheren Stadium. Sie sind meistens durch phonologische Merkmale recht gut vom Dialekt zu unterscheiden. Lediglich im Norden Kölns findet man auf beiden Rheinseiten größere stadtkölsch sprechende Gebiete.
Wie weit ins Umland hinein, und ob benachbarte Dialekte noch als „Kölsch“ wahrgenommen werden, hängt vielfach von der Position des Betrachters ab und wird dementsprechend uneinheitlich gehandhabt.

### Sonstiges Kölsch
Im Bezirk Dane County im Staat Wisconsin (USA) wurde vor einem Jahrhundert neben anderen Sprachen auch eine lokale Variante des Kölschen gesprochen. Noch 1968 gab es mindestens einen Sprecher, der seine Muttersprache aber nicht an seine Kinder weitergab.

## Kölsche Vokabeln
Was das Erlernen des Kölschen erschwert, sind die Sondervokabeln, die nieder- und hochdeutsche, aber auch lateinische, französische, niederländische und spanische Einflüsse aufweisen. Einige Vokabeln werden nur im Kölner Raum verwendet und stehen als isolierte Wörter, die kein anderer Dialekt aufweist. Diese werden allerdings im allgemeinen Sprachgebrauch zunehmend weniger. Beispiele für Vokabeln sind:
| Standarddeutsch                                                                  | Kölsch                                                            | Wortherkunft | Anmerkung |
| -------------------------------------------------------------------------------- | ----------------------------------------------------------------- | --- | --- |
| Abstellraum, winziges Zimmer, Klause                                             | Kabuff, Kabüffje                                                  | entweder über Neuniederländisch kombof („Notküche; Abstellraum“) oder über das Altkölnische von einem unbekannten altfränkischen Begriff | |
| Affe                                                                             | Aap                                                               | von Altkölnisch *ape, von Altfränkisch *apo, von Urgermanisch *apô, von Urindogermanisch *képmn̥ (ursprünglich: der Braune) (vgl. nl. aap, eng. ape, arm. կապիկ (kapik), lit. beždžiõnė, hin. कपि (kapi), wal. epa, rus. обезьяна (obezʹjána), fin. apina) | siehe auch Müllers Aap |
| Amsel                                                                            | Määl                                                              | von Altkölnisch *merel, von Altniederfränkisch *merol, von Vulgärlateinisch *merola, vom Klassischen Latein merula, von Frühlateinisch *mesola, von Urindogermanisch *mesólh₂ (vgl. nl. merel, fr. merle, wal. mwyalch, alb. mëllënja, pdt. Aumsel) | |
| Angsthase                                                                        | Bangendresser                                                     | Determinativkompositum aus bang (bange, ängstlich), von Altkölnisch *bange, von Altfränkisch *bangi, von Urgermanisch *bengiz, von Indogermanisch *peh₂enǵʰis, und Dresser („Scheißer“), von Dress, von Altkölnisch *drees, von Altfränkisch *drit, von Urgermanisch *dritz („Notdurft“), von Urindogermanisch *dreds („Durchfall“) | |
| ansehnlich, stattlich                                                            | staats                                                            | von Altkölnisch *staats, von Altniederfränkisch *stats, von Vulgärlateinisch *statos, vom Klassischen Latein status, von Frühlateinisch *statos, von Urindogermanisch *steh₂tos (vgl. nl. statig, nd. staatsch) | häufige Wendung: staatse Käl (stattlicher Kerl, toller Typ)                                                                                       |
| arbeiten, hantieren                                                              | brassele                                                          | vielleicht verwandt mit Hochdeutsch prasseln | |
| Ärger, Stress, Arbeit                                                            | Brassel                                                           | vielleicht verwandt mit Hochdeutsch Prassel | |
| „aus dem Stegreif“, „aus der Hüfte geschossen“                                   | us der Lamäng                                                     | Von Französisch la („die“) + main („Hand“), von Altfranzösisch la, von Vulgärlateinisch illa („die“), vom Klassischen Latein illa („sie“); von Altfranzösisch main, von Vulgärlateinisch *manos, vom Klassischen Latein manus, von Frühlateinisch *manos („Hand“), von Urindogermanisch *manós („Hand, Sicherung“) | |
| (be)zahlen, „blechen“                                                            | lazze                                                             | vermutlich mit dem Gedankengange, dass man „das Geld zurücklässt“, wenn man bezahlt Etymologisch: Von Mittelhochdeutsch lāzzen, von Althochdeutsch lāzzan, von Urgermanisch *lētaną, von Urindogermanisch *ledonóm („lassen, alleine bleiben“) | |
| Bierkellner                                                                      | Köbes                                                             | kölsche Form von „Jakob“, vom Klassischen Latein Iacobus, von Altgriechisch Ιάκωβος (Iákobos), von Hebräisch יַעֲקֹב (Ja'aqov; „Felse“) | der Ober im rheinischen Brauhaus, typischerweise mit blauer Schürze                                                                               |
| Bierzapfer                                                                       | Zappes                                                            | von Altkölnisch *zappes, von Altfränkisch *tappis, von Urgermanisch *tappiz, von Urindogermanisch *dabis („Zapfer“) (vergleiche Niederländisch tapper, Englisch tapper [ˈtæpəʳ]) | |
| Blaubeere; Waldbeere                                                             | Worbel                                                            | Anagramm von Altkölnisch *woldbere mit Wegfall des e's, von Altfränkisch *woldeberi, von Urgermanisch *walþiwibazją („Waldbeere“), n, gebildet aus Indogermanisch *kweltos („Wiese, Haar“) und *bʰesiom („Beere“) Plural auch Wolberre [ˈʋɔɫˑbəʁə] | |
| Blutwurst                                                                        | Flönz / Blohdwoosch                                               | Blohdwoosch: von Altkölnisch *blodworst, Altfränkisch *blodworst, von Urgermanisch *blōþōwurstiz, gebildet aus Urindogermanisch *bʰlatom und *wr̥stis | siehe auch Saar enz „Flönz“, vergleiche Niederländisch bloedworst                                                                                 |
| Brunnen, Teich, Pfütze                                                           | Pütz                                                              | von Altkölnisch *puts, von Altfränkisch *put, von Urgermanisch *putjaz („Brunnen, Grube“), vom Klassischen Latein puteus, von Frühlateinisch *poteos, von Urindogermanisch *poteos („Brunnen, Grube, Zisterne“) (vgl. Französisch puits (Brunnen, Grube, Schacht); vgl. auch im Niederländischen: put und im Ruhrdeutschen: Pütt (Schacht, Grube) oder Hochdeutschen Pfütze) | nach „Schmitz“ der häufigste Nachname; |
| (weibliche) Brust                                                                | Memm                                                              | von Altkölnisch *memme, von Altniederfränkisch mamma, von Lateinisch mamma („Brust, Mama“), von Urindogermanisch *méh₂-méh₂ (vgl. Niederländisch mam(a) („Mama“), mamma („Brust“); Französisch mamman („Mutter“), Türkisch meme („(weibliche) Brust“)) | |
| Butterbrot                                                                       | Botteramm                                                         | von Altkölnisch *boterham, von Altfränkisch *boterham, Zusammensetzung aus *boter, von Mittellateinisch būtȳrum, von Altgriechisch βούτυρον (boutyron), einer Komposition aus βοῦς (bous), von Urindogermanisch *gʷṓws („Kuh“), und τυρός („turos“), von Urindogermanisch *teukos („Fett“), und der Kurzform *ham von *happan („Happen“), lautmalerisch für einen Bissen | vgl. im Niederländischen: boterham und im Limburgischen: boteramm                                                                                 |
| Dummkopf                                                                         | Blötschkopp, Doll, Doof, Jeck, Tünnes, Tring, Verdötschte, Dötsch | 1) Blötschkopp: von Komposition aus Blötsch („Delle“), lautmalerisch für das Eindrücken, und Kopp („Kopf“), über Mittelhochdeutsch kopf („Trinkschale“) von Mittellateinisch *cuppa, über das Spätlateinische vom Klassischen Latein cūpa („Becher“), von Urindogermanisch *keuph₂ („Senke“) 2) Doll („Verrückter“): von Altkölnisch *dole, von Altfränkisch *doli, von Urgermanisch *duliz, von Urindogermanisch *dl̥h₁nis 3) Jeck („Alberner“): von Altkölnisch *jeke, von Altfränkisch *geki, von Urgermanisch *gekiz, von Urindogermanisch ǵʰeǵʰis 4) Tünnes (Blöder): kölsche Form von Anton, vom Klassischen Latein Antonius, von Altgriechisch Άντώνιος (Antonios; „Unschätzbarer“), Komposition aus ἀντἰ- (anti-; „gegen“), von Urindogermanisch *h₂énti („bei, nahe, bevor“), und ὤνιος (onios; „käuflich“), von Urindogermanisch *onios 5) Tring (Katharina): kölsche Form von Katharina, von Altgriechisch Αικατερίνα (Aikaterina; „die Reine, Aufrichtige“) | |
| Drachen                                                                          | Pattevu(e)l                                                       | | |
| drücken/ziehen                                                                   | däue/trecke                                                       | 1) däue: von Altkölnisch *duwen [dyu̯ən] („schieben, drücken“), von Altfränkisch *duwan, von Urgermanisch *dūwijaną, von Urindogermanisch *dòwijonóm („drücken“) trecke: von Altkölnisch *trecken, von Altfränkisch *trekan, von Urgermanisch *trakjaną, von Urindogermanisch *deregonóm („ziehen“) | hat Entsprechungen im Niederdeutschen und Niederländischen: duwen, trekken                                                                        |
| Eisbein, Schweinshaxe                                                            | Hämmche                                                           | Diminutiv von Altkölnisch *hamme, von Altfränkisch *hammō, von Urgermanisch *hammō, von Vorgermanisch *hanamō, von Urindogermanisch *kh₂namn̥ („Schinken, Haxe“) | |
| Erbse                                                                            | Ääz                                                               | | |
| erzählen                                                                         | verzälle                                                          | von Altkölnisch *verzellen, von Altfränkisch *fartellan („erzählen“), Komsosition aus dem Präfix *far-, von Urgermanisch *fra- („weg, fort“), von Urindogermanisch *pro- („vor(ne)“), und aus *tellan, von Urgermanisch *taljaną („zählen, nummerieren; erzählen“), von Urindogermanisch *delonóm („rechnen, zielen, einstellen“) | hat Entsprechungen im Alemannischen: verzelle, im Pfälzischen: verzääle im Niederdeutschen und Niederländischen: vertellen; auf Englisch: to tell |
| etwas                                                                            | jet                                                               | von Altkölnisch *jedde, von Altfränkisch *joweder, Komposition aus Urgermanisch *aiwaz, von Urindogermanisch *oywos („immer“), und aus Urgermanisch *hwaþeraz („wer, was“), von Urindogermanisch *kʷòtoros | hat Entsprechungen im Westfälischen sowie im Niederländischen iets                                                                                |
| Faxen, Getue, Sich-Anstellen, Aufwand, Umständlichkeit, unerwünschtes Tun        | Fisematente, Fisematentcher, Fisematenscher                       | nur Plural: Fisimatenten | |
| Flirt                                                                            | Fisternöll, Höggelsche                                            | | |
| Frack                                                                            | Kött                                                              | kurzes, offenes ö | von Englisch cut, (ältere englische Aussprache)                                                                                                   |
| Geizhals                                                                         | Knießkopp, Knießbüggel, Ääzezäller, Hungsfresser                  | | |
| Gepäck, auch: Sippschaft, Verwandtschaft                                         | Bajasch / Bagage                                                  | von Französisch bagage, von Altfranzösisch bagage („Gepäck“), von bague („Bündel, Packung“), von Vulgärlateinisch *baccus, vom Klassischen Latein baculum („Gehstock, Zepter, Knüppel“), von Urindogermanisch *bhekos („Rute, Knüppel, Zepter“); verwandt mit Urindogermanisch bhelg („Balken, Planke“) | |
| Grünschnabel                                                                     | Jröhnschnabel, Lällbeck, Schnuddelsjung                           | Komposition aus jröhn, von Altkölnisch *grone, von Altfränkisch *groni, von Urgermanisch *grōniz, von Urindogermanisch *gʰērnis („grün“), und Schnäbbel | |
| Hintern, Po, Gesäß                                                               | Fott, Föttsche                                                    | (geschlossenes o), hat Entsprechungen im Alemannischen | |
| Hose                                                                             | Botz                                                              | hat Entsprechungen in anderen Regiolekten, vgl. Ruhrgebietssprache: Buxe, Norddeutsch: Büx, Büxen; auch Schwedisch: byxor | |
| Kartoffel                                                                        | Ääpel, Äädappel                                                   | Ableitung von Erdapfel, entspricht dem alemannischen Härdöpfel, im Niederländischen: aardappel | |
| Kohl                                                                             | Kappes                                                            | vgl. englisch: cabbage, polnisch, slowakisch und andere slawische Sprachen: kapusta, luxemburgisch: Kabes | |
| Kind, Kinder                                                                     | Panz, Pänz                                                        | vgl. französisch: panse (Bauch) | |
| Knopf                                                                            | Knopp                                                             | niederländisch: knoop | |
| (er/sie/es) kommt kommt (bitte)                                                  | kütt kutt!                                                        | Infinitiv: komme (kurzes geschlossenes o), regional auch kumme | |
| (sterbens-)krank aussehen                                                        | beripsch ußsinn                                                   | entstanden aus der Abkürzung „RIP“, lateinisch: requiescat in pace (Ruhe in Frieden), was oft auf Grabsteinen zu finden ist | |
| krank                                                                            | malad                                                             | von französisch: malade (krank sein) | |
| Kuss, Küsschen, küssen                                                           | Butz, Bützje, bütze                                               | Der ursprüngliche Wortsinn „kurzer Zusammenprall“ ist als Nebenbedeutung erhalten, etwa bei einem Blechschaden im Straßenverkehr: „do hann_er sich zwei jebütz“. | |
| Nachthemd                                                                        | Poniel                                                            | | |
| nackt, bloß                                                                      | bläck, puddelrüh                                                  | | |
| nervös, unruhig                                                                  | iggelisch                                                         | vgl. niederländisch: „iebelig“, deutsch: „hibbelig“ | |
| oben                                                                             | bovve                                                             | hat Entsprechungen im Niederdeutschen, vgl. niederländisch: boven | |
| Oberbett (genauer: Federbett)                                                    | Plümmo                                                            | von französisch: plumeau, dort heute anders belegt | |
| ob, oder                                                                         | ov                                                                | entspricht dem Niederdeutschen, vgl. niederländisch: of; im südlichen Umland Kölns ist ov in der Bedeutung oder bereits unbekannt | |
| Onkel                                                                            | Ohm, Ühm                                                          | z. T. regional verblassend, mittelhochdeutsch, Entsprechung zum Oheim und zur Uhme anderer Dialekte, niederländisch: oom | |
| Ostdeutscher / Osteuropäer                                                       | Pimmock                                                           | ursprünglich angeblich Bezeichnung für Gastarbeiter beim Bau des Kölner Domes (Piemonter Steinmetze), danach verwendet für Saisonarbeiter aus dem Osten Ende des 19. Jahrhunderts, im Zuge der Zuwanderungen nach dem Zweiten Weltkrieg und der Auflösung der DDR so wieder aufgenommen, heute auch allgemein ein Mensch, der die Kölner Mentalität nicht verinnerlicht hat; vgl. auch Imi | |
| Pellkartoffel                                                                    | Quellmann, Quallmann                                              | vgl. pfälzisch: Gequellde, Quellde | |
| Popel                                                                            | Mömmes                                                            | abgeleitet davon: Mömmesfresser | |
| reden, quatschen/sich unterhalten, sprechen                                      | kalle, klaafe, schwaade, bubbele                                  | „schwaade“ kann i.a.R. nicht mit „schwatzen“/„schwätzen“ übersetzt werden, auch wenn beide Wörter verwandt sind | |
| Regenschirm                                                                      | Parraplü                                                          | vgl. französisch: parapluie, niederländisch: paraplu | |
| reisen, sich fortbewegen unterwegs, verreist                                     | jöcke op Jöck                                                     | | |
| rothaarig                                                                        | fussisch                                                          | Fuss bedeutet auch „Fuchs“, also fuchsrot (hören: Fussⓘ fussischⓘ fussijeⓘ fussijenⓘ Füßjeⓘ) | |
| Rosenkohl                                                                        | Spruute, Sprühtsche                                               | vgl. niederländisch: spruitjes, englisch: Brussels sprouts | |
| Rotkehlchen                                                                      | Rähnvü(je)lche                                                    | wörtlich: „Regenvöglein“ | |
| Salat                                                                            | Schloot                                                           | (mit langem offenem o) | |
| Schmutz, Dreck                                                                   | Knieß, Knös, Knüüß                                                | auch für talgige Schmutzablagerungen, z. B. an Brillen | |
| Schnaps                                                                          | Schabau                                                           | | |
| schon, bereits, eben                                                             | ald                                                               | in verkürzter Redeweise auch ad | |
| schon(ein)mal, (ein)mal                                                          | ens                                                               | gleicher etymologischer Stamm wie hochdeutsch: einst, vgl. niederländisch: eens (einmal, mal, einst) (hören: ensⓘ) | |
| Vielreder, (auch) Schwätzer                                                      | Schwaatlapp(e)                                                    | man sagt auch: „Dä ka' jooht der Muul schwahde.“ (Er redet gern viel.) | |
| Schrank                                                                          | Schaaf                                                            | wie im Moselfränkischen, vgl. niederländisch und norddeutsch: Schapp; siehe auch Thekenschaaf | |
| Senf                                                                             | Mostert, Mostrich                                                 | von altfranzösisch: mostarde (französisch: moutarde), auch am Niederrhein verbreitet, niederländisch: mosterd, ebenfalls in der Lausitz: Mostrich | |
| Sonnenschirm                                                                     | Pasoläh, Parsolee                                                 | vgl. französisch: parasoleil, niederländisch: parasol | |
| Spatz (Haussperling)                                                             | Mösch                                                             | vgl. französisch: mouche (Fliege), niederländisch: mus, slawisch: Mucha | |
| Stachelbeeren                                                                    | Kröönzele                                                         | | |
| Straßenmädchen                                                                   | Trottoirschwalv                                                   | zusammengesetztes Wort aus: Trottoir, französisches Lehnwort (Bürgersteig) und Schwalv (Schwalbe); vgl. deutsch: Bordsteinschwalbe | |
| Streit, ein dauerhaft schlechtes Verhältnis                                      | Knies                                                             | | |
| Stroh                                                                            | Strüh, Struuh                                                     | | |
| Trotz, Widerspruchsgeist, Anti-Haltung, Unwille; sauerer oder bitterer Geschmack | Frack, Vrack                                                      | | |
| untersuchen, genau betrachten                                                    | enspezeere                                                        | vgl. englisch: inspect | |
| unterwegs, auf Tour, auf Reisen, auf Achse                                       | op Jöck                                                           | | |
| Verhältnis, Liebschaft                                                           | Fisternöll                                                        | | |
| verrückt                                                                         | jeck                                                              | häufig anzutreffen, wohl wegen der Karnevalsjecken; niederländisch: gek | |
| Neigung, Zutrauen, Lust                                                          | Fiduuz                                                            | von lateinisch: fiducia | |
| Vetternwirtschaft, Nepotismus, „Filz“                                            | Klüngel                                                           | eigentlich Knäuel, vgl. Kölscher Klüngel niederländisch: klungel | |
| Wahlkölner                                                                       | Imi                                                               | von imiteete Kölsche (nachgemachter Kölner) (seit der Zeit nach dem Zweiten Weltkrieg; wurde durch das Lied des Krätzchenssängers Jupp Schlösser „Sag ens Blotwoosch“ aus dem Jahre 1948 auch außerhalb der Stadt sehr bekannt.) | |
| Wirsing                                                                          | Schavuur                                                          | von Savoyer Kohl | |
| Zwetschgen                                                                       | Quedsche                                                          | ebenso beispielsweise in der Pfalz; Quetsch in Lothringen | |
| Zwetschgenkuchen                                                                 | Quedschekooche                                                    | | |
| Pflaumen                                                                         | Promme                                                            | vergleiche niederländisch: pruimen | |
| Pflaumenkuchen                                                                   | Prummetaat                                                        | | |
| Zwiebel                                                                          | Öllsch, Öllisch, Öllije                                           | niederländisch: uitje | |

Es gibt Wörter ohne geeignete Entsprechung im Hochdeutschen:
| Standarddeutsch                                                               | Kölsch                    | Anmerkung |
| ----------------------------------------------------------------------------- | ------------------------- | --- |
| Auseinandersetzung, Streit, Darlegung, Disput, Krach, Wortgefecht, Erklärung  | Explezeer                 | vgl. französisch: expliquer, englisch: to explicate |
| –                                                                             | stievstaats               | Diese Kombination von staats (herrlich, stattlich, „aufgemotzt“) mit stiev (steif, unbeweglich, bewegungslos/tot, höhergestellt, unpersönlich/förmlich, aber auch „dermaßen betrunken, dass er/sie nicht mehr zu einer Bewegung des Einknickens fähig ist und daher lang ausgestreckt umfällt“) dürfte auf das Exerzieren und Paradieren der preußischen Rheinarmee zurückgehen, die die napoleonische Besatzung in Köln ablöste. Wird oft auch synonym für „herausgeputzt“, „aufgetakelt“ oder „im Sonntagsstaat“ verwendet. |
| –                                                                             | Krangköllish              | Beschreibung eines Menschen, dem es gesundheitlich schlecht geht, wörtlich: kranke Zwiebel. |
| Stadtteil, Revier, Kontaktbereich, Sozial-/Wohnumfeld                         | Veedel                    | vgl. deutsch: Stadtviertel; das Berlinerische Kiez kommt dem Veedel relativ nahe. |
| Verdickung, Ansammlung, Kollektiv/Brigade, Stau, Menge/Anzahl                 | Knubbel                   | Alle genannten Wörter sind wenig treffende mögliche Übersetzungen durch einen Oberbegriff. Die Liste der spezifischen Bedeutungen dürfte mehrere hundert umfassen. Dazu kommen noch etliche Bildungen, wie etwas „im Knubbel“, also gemeinsam, zu tun. „Gemeinsam“ hat so z. B. keine direkte Entsprechung in Kölsch. |
| Delle, Faulstelle, Fehler/Sinnlosigkeit                                       | Blötsch                   | (lautmalerisch) unter anderem das Gegenteil von einem Knubbel; vgl. niederländisch: bluts |
| dumm, eingedrückt, zerdellt, auch schlecht gelaunt, pampig                    | blötschisch, verblötscht  | |
| reflektiert werden, (zurück-)springen, hüpfen, (an-)stupsen, stoßen, schlagen | titsche                   | (lautmalerisch) |
| Delle, Beschädigung, Ab- oder Eindruck, Loch oder großer Kratzer              | Katsch                    | (lautmalerisch) Ein Katsch ist alles Genannte zugleich. |
| Riss                                                                          | Ratsch                    | (lautmalerisch) |
| winkelförmiger Einriss in Stoff                                               | en Fönnnef                | Die Form ähnelt der lateinischen Ziffer V. |
| „Die Polizei“                                                                 | de Schmier                | nur unpersönlich, v. a. im Kontext des unerwünschten Kontrollierens, lästigen Beobachtens, beim Beschneiden von Freiheiten, vgl. zürichdeutsch: d' Schmiër |
| –                                                                             | knibbele piddele vrimmele | Alle nahe dem ruhrsprachlichen, west- und ostfälischen prokeln, aber jeweils viel spezifischer, teilweise überlappend mit dem hochdeutschen kratzen, jedoch spezifischer, erst recht als das umgangssprachliche fummeln, teils überlappend mit dem niederdeutschen pulen |

Manche Wörter werden aus ursprünglichen Umschreibungen geboren:
| Standarddeutsch                                                                    | Kölsch                  | Anmerkung |
| ---------------------------------------------------------------------------------- | ----------------------- | --- |
| Akkordeon                                                                          | Quetschebüggel, Quetsch | wörtlich: (Zweiseiten-)Drückbeutel, „Quetschbeutel“ wäre ein falscher Freund                                             |
| Bachstelze                                                                         | Wippestätzche           | wörtlich: Wippschwänzchen                                                                                                |
| Bett                                                                               | Lappekess               | vgl. deutsch: Lappen- (oder Tücher-)Kiste                                                                                |
| Fotoapparat                                                                        | Knipser                 | |
| Geizhals                                                                           | Kniesbüggel, Knieskopp  | |
| Pfirsich                                                                           | Plüschprumm             | zusammengesetzt aus Plüsch (Plüsch, Samt) und Prumm (Pflaume)                                                            |
| Pilz                                                                               | Jüddefleisch            | eigentlich „Judenfleisch“, wird heute nicht mehr gebraucht; vgl. auch „jüddeflesj“ im Kirchröadsj, dem Kerkrader Dialekt |
| Polizeiwachtmeister                                                                | Blööh                   | vom französischen bleu, der Uniformfarbe preußischer Polizisten                                                          |
| preußischer (und bis in die frühen 1970er Jahre Berliner) Polizeihelm, Zylinderhut | Kuletschhoot            | von Kuletsch (Lakritz), der tiefschwarz glänzenden Farbe wegen, und Hoot (feste Kopfbedeckung, Hut)                      |

Andere Vokabeln sind aus mittlerweile wenig gebräuchlichen oder anders belegten Synonymen entstanden:
| Standarddeutsch                   | Kölsch                 | Anmerkung |
| --------------------------------- | ---------------------- | --- |
| Bürgersteig                       | Trottewar / Trottoir   | französisches Lehnwort, auch in anderen westdeutschen Dialekten |
| Dachstuhl, Dachboden, Dachbereich | Läuv                   | vgl. deutsch: Laube |
| Aufnehmer / Bodenwischtuch        | Schotterplaggel        | von Schotter (Bodenbelag) und Plaggel (Wischtuch) |
| Schmerz                           | Ping                   | vgl. Deutsch: Pein |
| Streichholz, -hölzer              | Schwävelche, Schwävele | vgl. deutsch: Schwefelholz, ältere Bezeichnung für Zündhölzer; vgl. jiddisch: schwebele |
| Tür, Tor                          | Pooz                   | vom lateinischen porta, Pforte, vgl. niederländisch poort. Das hochdeutsche „Pforte“ heißt heute in Kölsch „Pöözje“ oder „Enjang“ und kann nur in seltenen Fällen mit „Pooz“ übersetzt werden. |
| umarmen                           | dröcke                 | vgl. deutsch: an sich drücken, nicht zu verwechseln mit hochdeutsch drücken = kölsch deue |
| weg                               | fott                   | vgl. deutsch: fort |
| weinen                            | kriesche               | verwandt mit deutsch: kreischen; vgl. englisch: to cry |

Wieder andere Vokabeln entstammen der allgemeinen Umgangssprache:
| Standarddeutsch                  | Kölsch                     | Anmerkung                                                                           |
| -------------------------------- | -------------------------- | ----------------------------------------------------------------------------------- |
| Auto                             | Kess                       | vgl. deutsch: Kiste                                                                 |
| Fernsehapparat                   | Kess                       | vgl. deutsch: Kiste                                                                 |
| Glück, glücklich                 | Jlöck, jlöcklich           |                                                                                     |
| (heraus-/auseinander-)klamüsern  | (erus-/usenander)klamüsere | herausfinden durch angestrengtes Überlegen, mühsam zurechtfummeln                   |
| schief, scheel                   | schääl                     | scheel – schielend – wie das bekannte Kölner Original Schäl; siehe auch: Schäl Sick |
| Verkaufsstelle, (Zeitungs-)Kiosk | Büdche                     | entspricht der ruhrsprachlichen Bude im Sinne von Trinkhalle                        |
| Akkordeon                        | Quetschkomood. Quetsch     | Zusammensetzung von quedsche (drücken, pressen) und Komood (Kastenfömiges, Kommode) |
| Wohnung                          | (auch) Bud                 | vgl. deutsch: Bude, Baude                                                           |

Auch das Kölsche kennt idiomatische Ausdrücke, von denen manche mit den im Deutschen üblichen zusammenfallen, aber bei weitem nicht alle:
| Standarddeutsch                                  | Kölsch                                 | Anmerkung                                                                                                  |
| ------------------------------------------------ | -------------------------------------- | --- |
| Das erstaunt mich!                               | Leck mej am Aasch!                     | Dies kann aber auch das „Götz von Berlichingen-Zitat“ sein, es kommt auf die Betonung an.                  |
| Leck mich am Arsch!                              | Deu mer doch der Naache!               | Wörtlich: Schiebe doch meinen Kahn an!                                                                     |
| Es ist/war in der Karwoche                       | De Jlocke sin/wohre en Rom             | In der Karwoche herrscht Glockenruhe, daher die Redensart, daß die Glocken in der Zeit nach Rom pilgerten. |
| Hosen runter! Farbe bekennen! Klartext bitte!    | Botter bei de Fesch!                   | Wörtlich: [gib] Butter zum Fisch!, kommt in ganz Norddeutschland und Benelux vor.                          |
| Sie ist ungenießbar, arg missgestimmt, verrückt. | Dat hädd en Ääz aam wandere/aam kieme. | Wörtlich: Bei ihr wandert/keimt eine Erbse.                                                                |
| in Ohnmacht fallen                               | de Bejoovung krijje                    | Wörtlich: die Begabung bekommen                                                                            |